# Le Matin de l'exécution des streltsy
Le Matin de l'exécution des streltsy (en russe : Утро стрелецкой казни) est un tableau du peintre russe Vassili Sourikov (1848-1916), réalisé en 1881. Il est conservé à la Galerie Tretiakov à Moscou, sous le no 775. Les dimensions de la toile sont de 218 × 379 cm (selon d'autres sources les dimensions sont de 223 × 383,5 cm). 
Le thème de l'œuvre est lié aux évènements historiques de la fin du XVIIe siècle, la répression par Pierre Ier le Grand de la révolte des streltsy et l'exécution des rebelles en 1698, : la tableau met en scène l'attente des condamnés, accompagnés de leurs familles, juste avant l'exécution.
Les premières esquisses du tableau Le Matin de l'exécution des Streltsy ont été réalisées en 1878 et le travail pour l'ensemble de la toile a duré trois ans. Elle a été présentée à la IXe exposition des Ambulants, ouverte en mars 1881 à Saint-Pétersbourg,. La toile est acquise par Pavel Tretiakov directement lors de l'exposition. Le Matin de l'exécution des streltsy devient la première grande œuvre de Sourikov consacrée à un thème de l'histoire russe. Avec les deux autres tableaux des années 1880, Menchikov à Beriozovo (1883) et La Boyarine Morozova (1887), il est parfois présenté comme une pièce de la trilogie de Sourikov sur les évènements historiques dramatiques de l'histoire de la Russie aux XVIIe – XVIIIe siècles,.
Le sculpteur Mark Antokolski voit dans Le Matin de l'exécution des streltsy le premier tableau de la peinture d'histoire russe, considérant que « ses qualités rachètent cent fois ses imperfections »,. Le critique d'art Nikolaï Alexandrov (ru) écrit que devant cette toile « les spectateurs embrassent immédiatement toute la puissance de la création, de la représentation artistique ». Selon le peintre et critique Alexandre Benois, le tableau des streltsy de Sourikov « parvient à transmettre de manière géniale l'horreur exceptionnelle de la tragédie pétrovienne ». L'historienne d'art Alla Verechtchaguina constate qu'avant Sourikov personne n'a jamais pu « montrer si honnêtement et de manière si convaincante le mouvement de l'histoire, qui se déroule dans des antagonismes déchirant la nation dans une lutte à la vie et à la mort entre des partisans de la nouveauté et des adeptes des anciennes traditions ».

## Histoire

### Événements antérieurs
Vassili Sourikov nait en 1848 à Krasnoïarsk. Sa famille appartenait à une ancienne famille cosaque par son père, Ivan Vassilievitch Sourikov, et par sa mère, Praskovia Fiodorovna Sourikova (fille de Torgochina). Les noms de Sourikov et de Torgochina, les ancêtres du peintre, se retrouvent dans les listes de rebelles hostiles au gouverneur de Sibérie à la fin du XVIIe siècle. En 1858, Sourikov entre à l'école du district de Krasnoïarsk, où son professeur Nikolaï Grebniov (ru) apporte une contribution significative à sa formation d'artiste. Grâce à Grebniov, il fait la connaissance d'un mécène producteur d'or, Piotr Kouznetsov, qui apporte son soutien à Soukorov pour la poursuite de ses études. En décembre 1868, Sourikov prend la route de Krasnoïarsk à Saint-Pétersbourg dans un convoi de poissons affrêté par son mécène. En route, il fait un bref arrêt à Moscou.

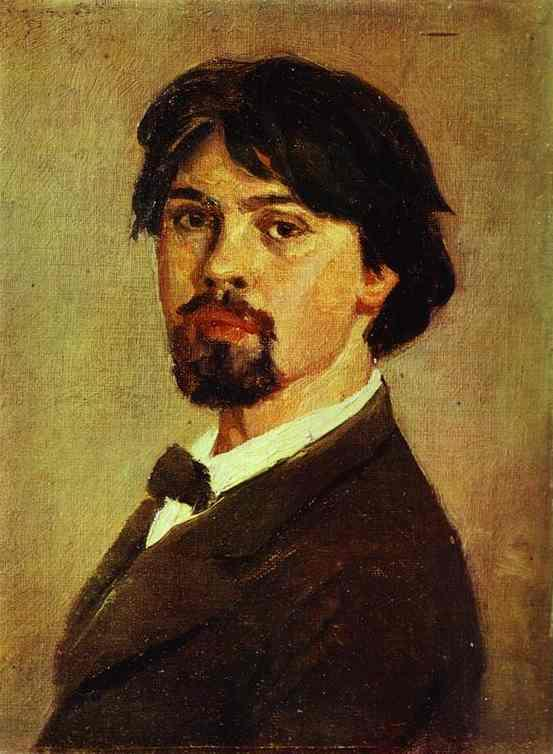
Autoportrait de V. Sourikov (1879, Galerie Tretiakov).

De 1869 à 1875, Vassili Sourikov étudie à l'académie russe des Beaux-Arts dans la classe de peinture d'histoire, où ses formateurs sont Piotr Chamchine (en), Bogdan Willewalde, Fiodor Bruni, Fiodor Iordan, Carl Wenig, Carl Timoleon von Neff et, à partir de 1873, Pavel Tchistiakov,,. En 1874, pour son tableau Le Samaritain miséricordieux (actuellement conservé au Musée d'État des Beaux-Arts de Krasnoïarsk-Vassili Sourikov), il reçoit la petite médaille d'or de l'académie des Beaux-Arts et en 1875, pour sa toile l'apôtre Paul explique les dogmes de la foi en présence du roi Agrippa, de sa sœur Bérénice et du proconsul Festa (aujourd'hui conservée à la Galerie Tretiakov), il reçoit le titre d'artiste de premier degré, mais sans toutefois recevoir la grande médaille d'or. Selon certaines sources, cela est dû au fait que pour cette année-là, l'académie n'avait pas les moyens d'accorder avec son prix la bourse pour un voyage de formation à l'étranger aux pensionnaires lauréats.
En mars 1876, Sourikov commence à travailler sur des croquis pour des œuvres destinées à la cathédrale du Christ-Sauveur de Moscou, et en août de la même année, il signe un contrat pour quatre fresques représentant les premiers conciles œcuméniques. Pendant plusieurs mois, Sourikov poursuit son travail dans l'atelier qui lui a été prêté à Saint-Pétersbourg, et, en juin 1877, il déménage à Moscou, car les esquisses ayant été approuvées, il fallait commencer à réaliser les fresques sur les murs de la cathédrale. En 1878, Sourikov se rend à Saint-Pétersbourg pour son mariage avec Élisabeth Augustovna Chare. Il revient avec elle à Moscou où ils s'installent dans un petit appartement dans le quartier de la rue Pliouchtchikha, dans la maison Astakhova au no 17, qui n'existe plus aujourd'hui, ayant été détruite en 1953 lors de la reconstruction de cette rue. Son travail sur les fresques de la cathédrale se termine en été 1878 et a nécessité de sa part une grande énergie. Par contre, le prix obtenu pour la réalisation de cette commande lui assure une indépendance financière et la possibilité de choisir les travaux qui lui plaisent. Et c'est ainsi qu'il peut commencer Le Matin de l'exécution des streltsy.
Plus tard, Sourikov se souvient : « J'ai décidé à Saint-Pétersbourg de peindre les streltsy. J'ai conçu la toile quand je suis arrivé à Pétersbourg en venant de Sibérie. Puis j'ai vu la beauté de Moscou… j'ai vu la place Rouge et tout cela m'a rappelé des souvenirs de Sibérie. Quand je l'ai imaginée, tous les visages me sont apparus à chaque fois. », Son déménagement à Moscou a joué un grand rôle dans la vie de l'artiste. Sourikov parle lui-même de ses impressions : « Ici à Moscou a commencé quelque chose d'étrange. D'abord je m'y suis senti beaucoup plus à l'aise qu'à Saint-Pétersbourg. Il y avait à Moscou quelque chose qui me rappelait beaucoup plus Krasnoïarsk, surtout l'hiver. Vous allez, parfois au crépuscule, dans une rue, vous tournez dans une ruelle, et soudain vous êtes devant quelque chose de connu, pareil à ce que vous avez vu à Krasnoïarsk, en Sibérie ». Le Kremlin de Moscou fait grande impression sur Sourikov : « C'est le Kremlin qui m'a le plus impressionné, avec ses murs et ses tours. Je ne sais pas moi-même pourquoi, mais j'ai ressenti avec eux quelque chose d'étonnamment proche de moi et que je connaissais depuis longtemps. Dès que la nuit tombait, j'abandonnais mon travail à la cathédrale et j'allais dîner, puis quand le crépuscule tombait, j'allais vagabonder dans Moscou et surtout du côté des murs du kremlin »,,,. Dans une lettre à l'historien et critique d'art Victor Nikolski, Sourikov écrit : « Arrivé à Moscou, je suis tombé au centre de la vie du peuple russe, [et] je me suis immédiatement mis en route »,.

### Travail sur la toile
Poursuivant ses promenades dans Moscou, Vassili Sourikov se souvient : « Et voilà qu'un jour, je marche sur la place Rouge, pas une âme autour de moi. Je m'arrête près de lobnoïe mesto, j'observe les contours de la cathédrale Saint-Basile-le-Bienheureux, et soudain en imagination je vois la scène de l'exécution des streltsy, tellement clairement que mon cœur se met à battre. Je sens que si je peignais ce que je me représente, un tableau magnifique en sortirait. Je me précipite à la maison et jusqu'à la nuit je dessine des croquis, puis une composition générale, puis des groupes de personnages. Il faut dire que j'avais déjà eu en tête cette idée de peindre un tableau de l'exécution des streltsy. J'y pensais déjà à Krasnoiarsk. Mais jamais ce sujet ne m'était apparu aussi clairement et d'une manière aussi terrible, avec une composition pareille. »,.

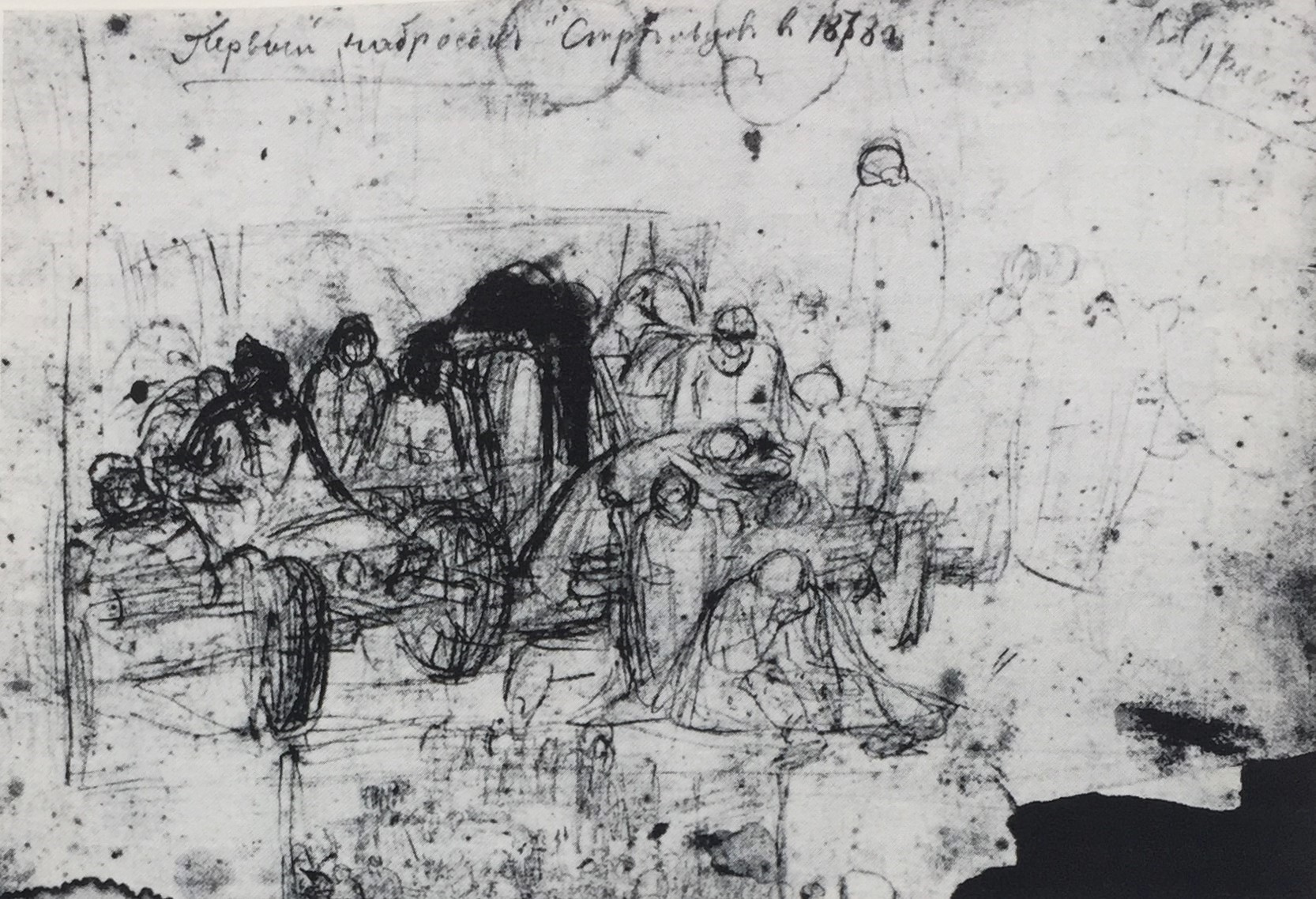
Le Matin de l'exécution des streltsy (première ébauche, 1878, Galerie Tretiakov).

Dans une lettre à sa mère Praskovia Fiodorovna et à son frère Alexandre, envoyée en décembre 1878, Vassili Sourikov écrit : « Maintenant je vis à Moscou. Le travail à la cathédrale a été terminé cet été et je peins le tableau sur la révolte des streltsy. Je pense le terminer cet hiver ». Dans une lettre à sa mère et à son frère du 3 mai 1879, il écrit : « Je pensais aller chez vous cet été, mais je suis occupé à mon grand tableau et j'aurai besoin de tout l'été pour le terminer. »,. Mais le travail sur le tableau a pris beaucoup plus de temps que prévu et il s'est poursuivi jusqu'au début 1881.
Le travail lié à la réalisation de la toile L'exécution des streltsy commence alors que Sourikov vit dans un appartement à Pliouchtchikha. Certaines études sur le tableau sont peintes durant l'été 1879, quand l'artiste travaille dans la propriété Dériaguina, dans le village de Lipitsa dans l'ouiezd de Tchernski, Gouvernement de Toula. Après quelque temps, il déménage avec sa famille dans un autre appartement situé boulevard Zoubovski, dans la maison de V. Wagner (maison qui n'existe plus aujourd'hui). Là, il commence à travailler sur une toile de grande dimension. Mais ce nouvel appartement n'était pas très grand et un critique qui lui a rendu visite, Nikolaï Alexandrov, rappelle que Sourikov « a réalisé ce tableau géant presque derrière un canapé ». Selon Alexandrov, « dans une petite pièce aux fenêtres basses, le tableau se trouve presque en diagonale à travers la pièce, et quand Sourikov peint une partie du tableau, il ne voit pas l'autre partie, et pour voir le tableau en entier, il doit le regarder de travers à partir d'une autre pièce non éclairée ».

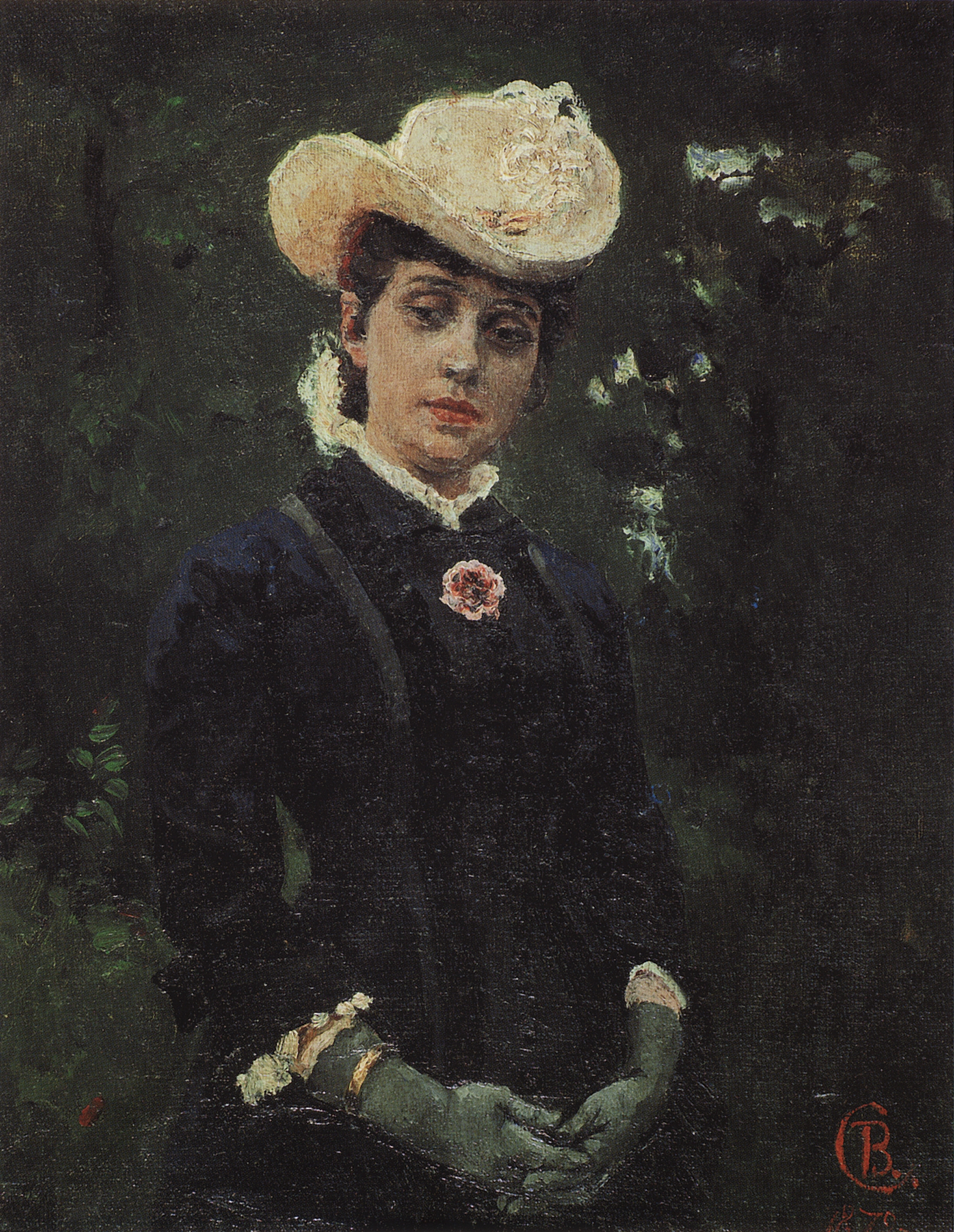
Portrait de E. K. Deriaguina (1879, Galerie Tretiakov), modèle pour le portrait de la femme du strelets à barbe noire.

Durant cette période, Sourikov communique souvent avec le peintre Ilia Répine. Ils vivent non loin l'un de l'autre, à Khamovnik, et Répine persuade Sourikov de poser pour un portrait. Répine rappelle : « Sourikov a terminé ses travaux dans la cathédrale, il est maintenant au boulevard Zoubovski dans une petite pièce, la plus grande de son appartement, et commence L'exécution des steltsy. Il ne joue pas à cache-cache avec ses toiles : elles sont sur le chevalet et toujours visibles, les peintres aiment beaucoup écouter les commentaires de leurs camarades »,. Répine lui-même travaille à cette époque sur sa toile La princesse Sophia Alekseievna un an après son enfermement au monastère de Novodievitchi, dont le thème était lié à la révolte des streltsy. Il aide Sourikov à trouver un modèle pour le streltsy roux ; c'est le fossoyeur Kouzma, qui est très bien rendu par Sourikov dans son tableau.
Sourikov raconte que lorsqu'il arrive à la phase finale de la réalisation du Matin de l'exécution des streltsy, Ilia Répine lui rend visite. Il regarde le tableau et demande : « Comment se fait-il que vous n'ayez aucun strelets exécuté ? Il devrait y en avoir un, qui pend à la potence sur la partie droite de la toile. » Sur ces mots, Sourikov, bien qu'il sache que cela était impossible, décide d'essayer et de dessiner un strelets pendu. Mais le lendemain, selon Sourikov, une vieille nounou entre dans la pièce et, quand elle le voit, perd connaissance et s'effondre. Toujours selon l'artiste, le même jour, Pavel Tretiakov lui rend visite et dit : « Mais que voulez-vous... gâcher tout le tableau ? ». Si bien que Sourikov en arrive à la conclusion que c'est lui qui a raison, et pas Répine,. Les radiographies du tableau réalisées plus tard montrent que le strelets pendu était représenté à droite de la toile dans une des versions primitives du tableau,.
On sait qu'à cette époque Sourikov est également en contact avec l'écrivain Léon Tolstoï, qui vient chez lui et suit son travail sur la toile. Selon Sourikov, c'est Tolstoï lui-même qui attire son attention sur le fait que sur les mains du strelets qui tient une bougie doit dégouliner de la cire. Sourikov reconnaît le bien-fondé de cette remarque et finalise en ce sens la main du condamné .
Tout en travaillant sur le tableau, Sourikov étudie sérieusement les sources historiques et littéraires décrivant le développement historique et culturel de la Russie à la fin du XVIIe siècle - début du XVIIIe siècle. Il se familiarise avec les particularités de la vie et l'atmosphère de l'époque, esquisse des costumes, des armes, et d'autres objets de la vie quotidienne. Souvent, à cette époque, Sourikov visite le Palais des Armures et le Musée historique d'État de Moscou. Il étudie avec attention les vêtements anciens tels que sarafanes, caftans, uniformes militaires, manteaux de boyards. Il est possible que, déjà à cette époque, Sourikov commence à faire connaissance avec l'historien et archéologue Ivan Zabeline, qui a travaillé au Palais des Armures et est devenu un spécialiste reconnu de l'histoire de Moscou.

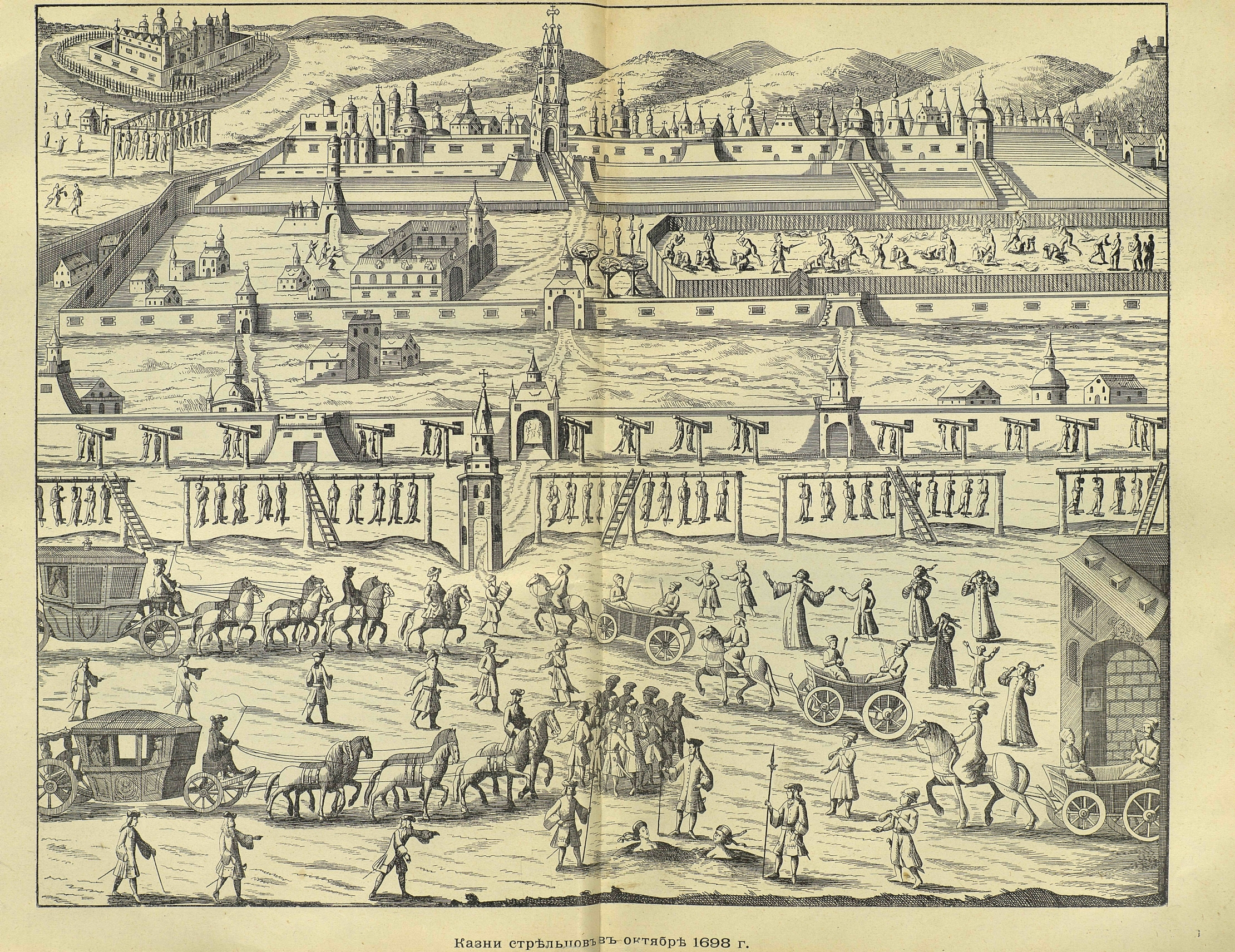
Exécution des steltsy en octobre 1698 (illustration tirée du Journal d'un voyage en Moscovie Johann George Korb).

L'une des sources historiques importantes utilisées par Sourikov pour son travail sur Le Matin de l'exécution des Streltsy est constituée par le secrétaire de l'ambassade d'Autriche, Johann George Korb, sous la forme de son ouvrage Journal d'un voyage en Moscovie. Initialement publié à l'étranger, ce journal contient des descriptions détaillées de tortures et d'exécutions brutales, qui ont suscité le mécontentement de Pierre Ier, qui a exigé du gouvernement autrichien qu'il interdise sa vente et détruise les exemplaires déjà imprimés. C'est également pour cela que le Journal de Korb a été longtemps interdit en Russie tsariste. Les premiers extraits du Journal, qui ne contenaient pas de description des exécutions, ont été publiés en 1840, et les premières éditions en langue russe de tout le Journal sont parues en 1867,, sous le titre complet de « Journal d'un voyage en Moscovie d'Ignace de Christophe Gvarienta, ambassadeur de l'empereur Léopold Ier auprès du tsar et grand-prince de Moscou, Pierre Ier en 1698, sous la conduite de Johann George Korb ». Dans ses notes écrites de sang-froid, Korb décrit en détail les exécutions des streltsy mutinés qui ont eu lieu le 10 octobre 1698 dans le quartier de Moscou appelé Preobrajenskoïe et à Moscou même en choisissant quelques moments particuliers des exécutions et des châtiments subis par les mutins.
Vassili Sourikov se souvient : « Quand je peignais Les streltsy, je faisais des rêves terribles : chaque nuit, je voyais des exécutions. Cela sentait l'odeur du sang. J'avais peur de la nuit. Tu vas te réveiller et tu seras content : regarde le tableau, grâce à Dieu, ce n'est pas une horreur. Je n'avais qu'une idée en tête : ne pas troubler le spectateur. Il fallait que tout reste calme. Ce que je craignais le plus, c'était de réveiller des sentiments désagréables chez les spectateurs. Je suis un espèce (sic) de saint, mais bon, les autres… Il n'y a pas de sang sur ma toile et l'exécution n'a pas encore commencé. » Et le peintre poursuit : « Et longtemps après le travail sur la peinture, j'ai vu en rêve les streltsy exécutés. Ils marchaient vers moi avec des cierges allumés et s'inclinaient, et dans mon rêve cela sentait le sang. »
En janvier 1880 (selon d'autres sources, au printemps 1880), Sourikov contracte une pneumonie aiguë. Le traitement qu'il suit n'apporte pas de résultats positifs pendant longtemps. Modifiant son point de vue sur les médecins de Moscou, l'été 1880, le peintre part pour Samara, où il est traité dans la clinique du docteur Nestor Postnikov par Koumisothérapie ; c'est-à-dire à partir de lait de jument fermenté. Ce n'est qu'à l'automne qu'il revient à Moscou et reprend son travail sur le tableau en cours d'exécution.

### IXeexpositiondes Ambulants
Le tableau Le Matin de l'exécution des streltsy est présenté à la IXe exposition des Ambulants,, ouverte à Saint-Pétersbourg le 1er mars 1881 et, en avril de la même année, lors de son passage à Moscou. À la fin du mois de février, peu avant l'ouverture, l'artiste Ilia Répine, qui se trouve à Saint-Pétersbourg, écrit à Sourikov : « Aujourd'hui, votre tableau est arrivé avec moi, déballé et placé dans son cadre, tout est en sécurité. Tout le monde est enchanté, et tous ont veillé à lui réserver la meilleure place. Le tableau y a gagné et donne une grande impression de puissance,. À la question de Pavel Tretiakov de savoir à quoi ressemble la toile de Sourikov à l'exposition, Répine répond qu'elle « produit une impression irrésistible et profonde sur tous » et, de plus, « tous, d'une seule voix ont exprimé la volonté que la meilleure place lui soit réservée ; cela s'est vu sur tous les visages que cette toile était la fierté de notre exposition »,,,. Répine informe également Tretiakov qu' « il a été décidé immédiatement de permettre à Sourikov de devenir membre des Ambulants »,. De fait, le 27 février 1881, le jour même où Répine l'écrivait, Sourikov est devenu membre des Ambulants pour avoir créé sa toile Le Matin de l'exécution des Streltsy. Alexandra Botkina, fille de Pavel Tretiakov et auteur d'un livre sur la création de la Galerie Tretiakov, écrit : « L'apparition de Sourikov dans le monde de l'art avec sa toile Le Matin de l'exécution des Streltsy a été stupéfiante. Personne n'a jamais commencé comme cela. Il n'a pas hésité et, comme un coup de tonnerre, il a fait surgir son tableau. » .

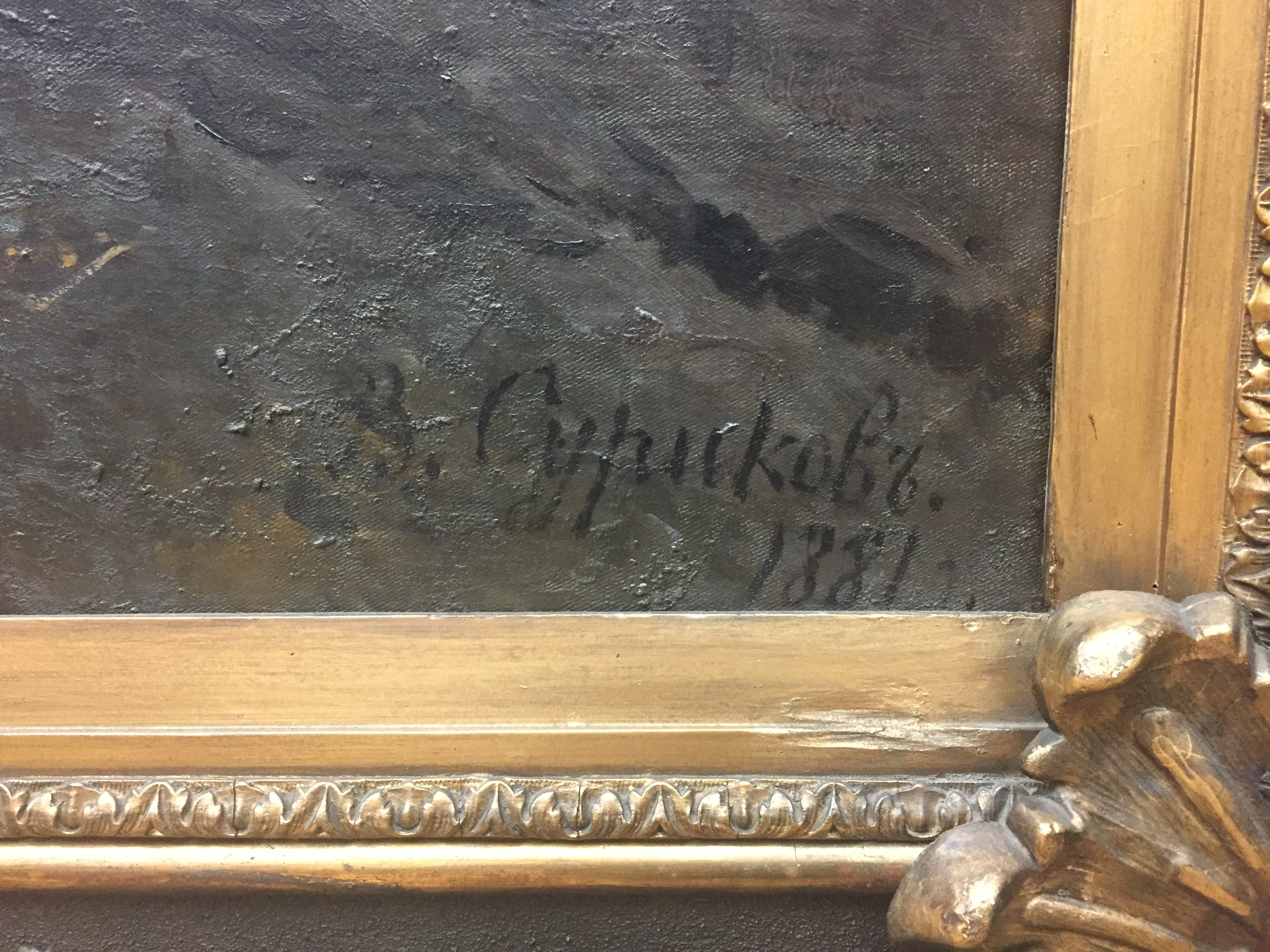
Signature de Sourikov sur sa toile Le Matin de l'exécution des Streltsy.

Le jour de l'ouverture de l'exposition, le 1er mars 1881, se produit un attentat contre l'empereur Alexandre II réalisé par l'organisation La volonté du peuple en jetant deux bombes sous son carrosse. L'assassinat d'Alexandre II entraîne une répression politique et des arrestations. Quelques tableaux de l'exposition des Ambulants suscitent des soupçons, et parmi ceux-ci, on retrouve La Banqueroute et Chez le Juge de Paix de Vladimir Makovski, Lecture du manifeste du 19 février 1861 de Grigori Miassoïedov et Le Matin de l'exécution des Streltsy de Vassili Sourikov. Des craintes sont apparues de voir retirer la toile de Sourikov de l'exposition, mais elles ne se sont pas avérées exactes.
Immédiatement après l'ouverture de l'exposition des Ambulants, Le Matin de l'exécution des Streltsy, s'est retrouvé au centre de l'attention des spectateurs et des critiques. L'auteur d'un article dans le journal Novoïé Vrémia (no 1823, du 26 mars 1881) écrit : « C'est un tableau sur lequel on pourrait écrire tout un feuilleton ; plus on le regarde, plus on découvre des aspects intéressants et plus l'impression laissée par le tableau y gagne. Les défauts techniques, les irrégularités dans le dessin, la faiblesse de la perspective, tout cela est volontiers pardonné au jeune artiste, en raison de l'ampleur de ses objectifs et de son travail artistique. C'est l'un des tableaux historiques les plus remarquables de l'école russe »,. L'auteur d'un article du journal Vsemirnaïa Illioustratsia écrit que parmi les tableaux historiques présentés à l'exposition, celui de Sourikov « peut être appelé une perle rare » et que la force de sa créativité est « ce qui nous a le plus surpris, par sa puissance et par sa profondeur de pénétration de la souffrance morale que peu de peintres peuvent atteindre ». Soulignant quelques défauts de la toile, comme l'exagération des types physiques, des imperfections dans le choix des couleurs et dans la perspective, l'auteur de l'article considère que Sourikov possède un talent d'une incontestable originalité.
Dans certains journaux périodiques de l'époque, il y eut également des critiques négatives à propos du tableau de Sourikov. Un critique du journal La Gazette de Moscou, no 114, en date du 26 avril 1881, reproche à Sourikov le choix de son sujet et sa manière de le traiter : « Finalement, de quel côté se place le peintre de ce moment historique ? Si l'on en juge par la représentation du désespoir des familles, on peut penser que Sourikov n'est pas du côté de Pierre le Grand ». À partir de cette question, l'auteur de l'article arrive à la conclusion suivante : « De deux choses l'une. Soit Sourikov sympathise avec Pierre le Grand, soit avec les streltsy. Cette sympathie pour l'un ou pour l'autre camp devrait être exprimée dans sa peinture et c'est alors seulement que celle-ci recevrait sa véritable signification que le spectateur cherche en vain actuellement »,,.
Le tableau de Sourikov a été acquis directement lors de l'exposition par Pavel Tretiakov. Dans une lettre à sa mère Fiodorovna Praskova et à son frère Alexandre, expédiée durant l'été 1881 par le chemin de fer Moscou-Koursk, Vassili Sourikov les informe que sa toile a été vendue pour huit mille roubles à la Galerie Tretiakov (mais leur demande de n'en parler à personne),.
Dans le cadre de l'achat du tableau Le Matin de l'exécution des Streltsy, Pavel Tchistiakov écrit à Tretiakov : « Je me réjouis que vous l'ayez acheté et j'en ressens un respect sincère pour vous et vous félicite. »

### Évènements
Le tableau Le Matin de l'exécution des Sterltsy est exposé à l'exposition d'art et d'industrie de toute la Russie de 1882, qui s'ouvre à Moscou le 20 mai 1882,,. Dans le catalogue illustré de l'exposition, il est aussi repris sous le nom Exécution des streltsy.

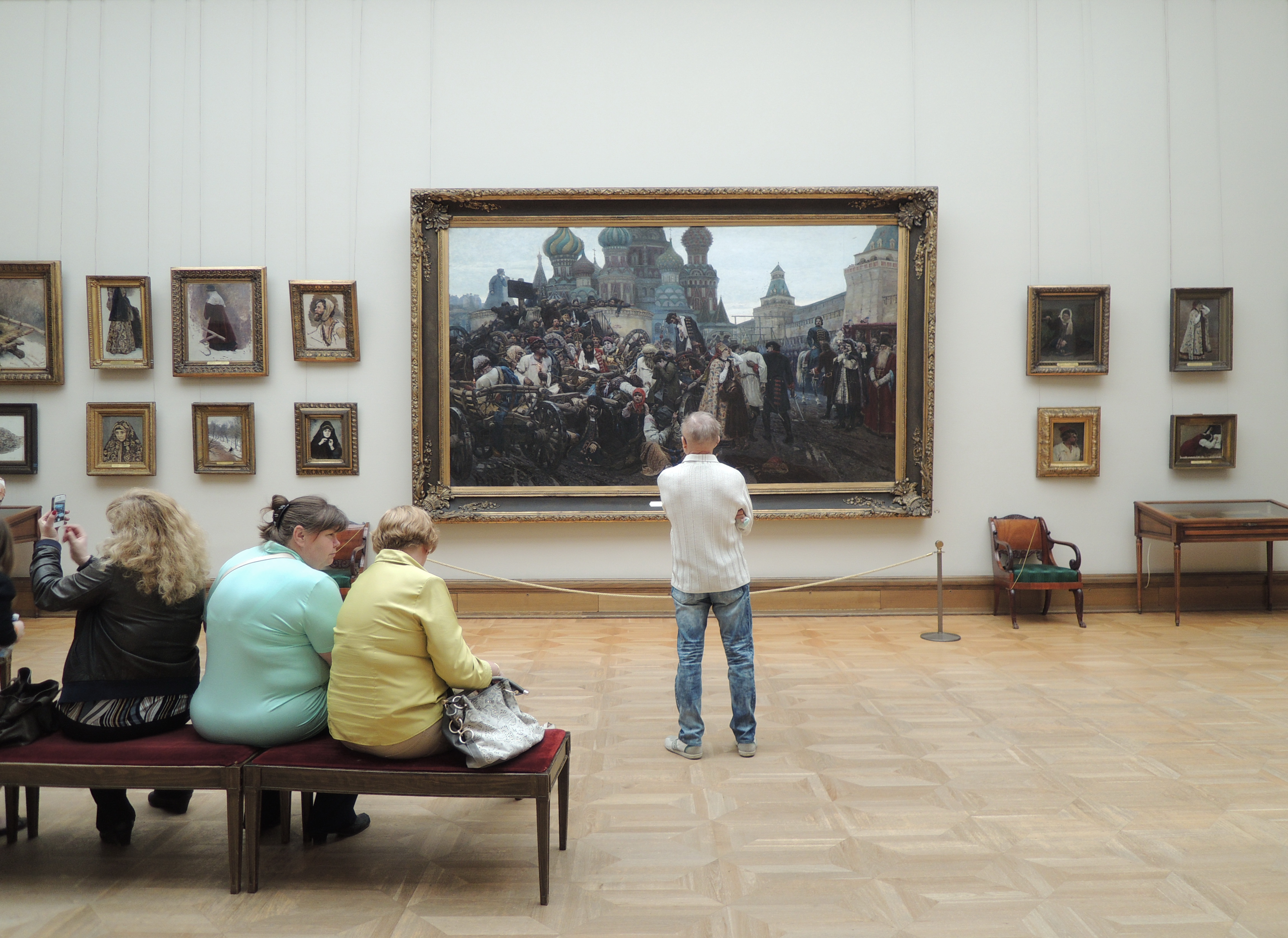
Tableau Matin de l'exécution des streltsy à la galerie Tretiakov.

L'été 1941, après le début de la Grande Guerre patriotique, de nombreuses expositions de la collection de la Galerie Tretiakov ont été évacuées vers Novossibirsk, où elles ont été stockées dans les bâtiments inachevés du Théâtre d'opéra et de ballet de Novossibirsk. Lors du transport de ces grandes toiles, telles que Le Matin de l'exécution des streltsy ou La boyarine Morozova, les toiles étaient enroulées avec soin autour d'un arbre servant d'axe en les protégeant avec du papier absorbant et de tissus doux telle que la flanelle. Les tableaux sont revenus à la Galerie Tretiakov dès novembre 1944.
La toile Le Matin de l'exécution des streltsy a été restaurée à plusieurs reprises. En particulier, en 1971, un groupe de restaurateurs parmi lesquels se trouvaient Alexia Kovaliova, Galina Iouchkevitch, Leonida Astafieva, Mikhaïla Makhalova, А. Kovaliov. Les principaux objectifs de la restauration étaient : « renforcer la couche de peinture sur la zone du ciel et les coups sur la couche de couleur à différents endroits de la toile », « éliminer l'encrassement de la surface » et « ajouter de nouveaux bords ». Parmi les autres restaurateurs qui ont travaillé à différents moments de la restauration, on trouve encore les noms de Alexeïa Fiodorova, Veronique Karassiova.
Aujourd'hui, le tableau est exposé à la salle no 28 du bâtiment principal de la Galerie Tretiakov à Moscou,.

## Descriptions

### Sujet et composition
Les streltsy forment la première armée régulière en Russie. Cette armée est créée en 1550 sous Ivan le Terrible. Ses membres sont recrutés parmi les habitants corvéables des villes et des campagnes, puis leur service devient viager et héréditaire. Ils vivent dans des slobodas particulières et reçoivent un salaire en argent et en nourriture de la part de l'État. Les difficultés de leur métier, les retards dans le paiement des salaires, les abus des autorités provoquent le mécontentement des streltsy, qui conduit parfois à des soulèvements et parfois même à des émeutes telles que celles des années 1682 et 1698,. La révolte des streltsy de 1698 est initiée par quatre régiments moscovites de l'armée des streltsy, qui ont pris part aux campagnes d'Azov, puis ont repris du service à la frontière occidentale de l'État. Au printemps 1698, lorsque Pierre le Grand voyage avec sa Grande Ambassade en Europe, 175 streltsy ont adressé une requête à Moscou pour que leur paie leur soit versée. Puis leurs revendications deviennent politiques : ils ont l'intention de placer sur le trône Alexis Petrovitch de Russie avec comme régente Sophie Alexeïevna. Les régiments de streltsy se dirigent déjà vers Moscou, mais, le 18 juin 1698 (28 juin dans le calendrier grégorien), ils sont vaincus par les troupes gouvernementales lors d'un affrontement au monastère de la Nouvelle Jérusalem. L'enquête sur l'émeute des streltsy est menée en plusieurs étapes, et Pierre le Grand revient d'urgence de son voyage en Europe occidentale. Les exécutions des streltsy débutent à l'automne 1698 et font 1 300 victimes parmi les insurgés.
La scène représentée sur la toile Le Matin de l'exécution des Streltsy se déroule tôt le matin sur la place Rouge à Moscou. Le ciel est couvert de nuages, il pleut depuis longtemps et la surface sans pavés de la place est recouverte de boue. Dans les flaques d'eau et les ornières se reflète le ciel nuageux. Les composantes architecturales de la scène sont la cathédrale Saint-Basile-le-Bienheureux de Moscou et une partie du mur du Kremlin. Les couleurs vives utilisées pour représenter la cathédrale sont atténuées, et les dômes ont des sommets décapités par le bord supérieur de la toile. Sur fond d'une des tours du Kremlin sont installées des potences. Au-dessus d'une tour à droite tourne un corbeau qui pourrait annoncer le début imminent des exécutions. Le paysage ténébreux de la toile imprègne la scène d'un sentiment inquiétant, angoissant. « Le paysage choisi par le peintre ne sert donc pas seulement de toile de fond à un évènement historique, mais apparaît aussi comme un élément émotionnel très important. »,

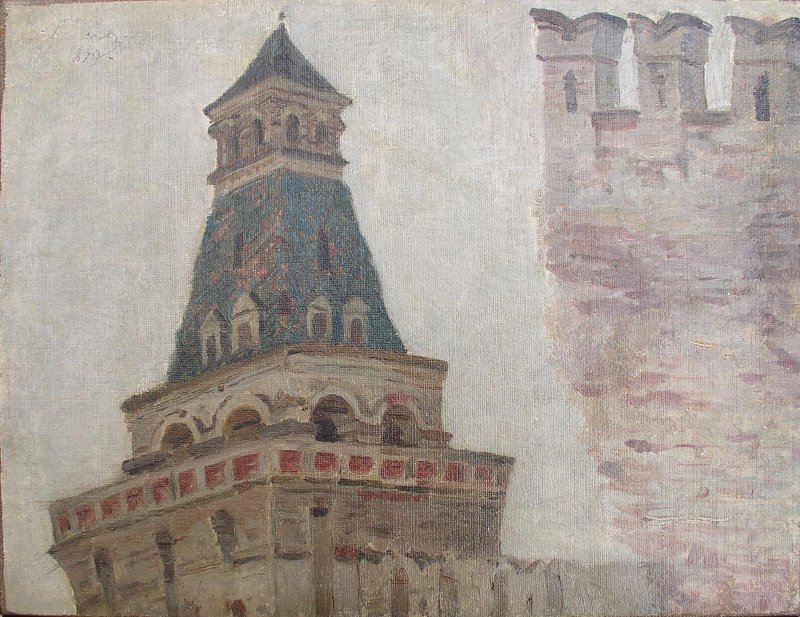
Tour du sénat ou mur du Kremlin (étude, 1879, musée de la Nouvelle Jerusalem).

Une partie du mur du Kremlin représenté sur la toile comprend deux tours. Sourikov n'a pas repris la tour Spasskaïa, ni la tour Tsarskaïa, parce qu'il considérait ces structures architecturales militaires trop élégantes pour représenter un bastion militaire. Il aurait pu prendre pour répondre à ce style soit la tour Nabatnaïa (celle proche du spectateur), soit également la tour Konstantino-Eleninskaïa. Cependant, les détails architecturaux représentés par Sourikov ne correspondent pas à ces deux tours. Au lieu de cela, le peintre représente deux fois une tour qui se trouve en réalité à un autre endroit dans le mur du Kremlin, la tour Senatskaïa, mais en la rendant plus trapue (grosso modo selon les proportions de la tour Taïnitskaïa).
Près de Lobnoïe mesto, devant la cathédrale Saint-Basile-le-Bienheureux sont rassemblés beaucoup de gens. Dans la foule se détachent les streltsy condamnés, en chemise blanche, tenant dans leurs mains un cierge funéraire allumé. Ils sont assis dans des chariots et sont entourés de membres de leur famille, épouses, mères, enfants. L'image de cette masse populaire occupe presque les trois quarts du tableau. Sur le quart restant s'oppose à cette masse populaire : Pierre le Grand, un petit groupe de nobles à côté de lui, et encore une rangée de soldats du régiment Préobrajensky, à peine visible au fond du tableau.
Une radiographie de la partie droite du tableau permet de voir qu'à l'origine, le long du pan de mur du Kremlin, des barres transversales de potences étaient représentées avec, sous l'une de celles-ci, des streltsy pendus. Par la suite, les potences ont été déplacées du premier plan vers l'arrière, et elles sont restées entre le mur du kremlin et les tours de la cathédrale de Saint-Basile-le-Bienheureux. Les figures des streltsy déjà pendus ont été tout à fait enlevées du tableau. Le groupe de personnages à droite de la toile se trouve en fait sur une section séparée de la toile qui a été cousue à la toile principale. La couture passe verticalement à peu près à l'endroit où la tour de droite est connectée au mur du Kremlin. Selon les restaurateurs, la largeur de cette partie cousue est de 47 cm alors que la longueur du tableau est de 379 cm.
Sur la toile sont représentés environ cinquante personnes : les streltsy, les membres de leur famille et d'autres personnes dans la foule. Le peintre a réussi à les regrouper de telle manière que le spectateur « a l'impression que la masse de gens réunie sur la place Rouge est telle que celle-ci est bondée ». Presque chaque figure représentée dans la foule a son type d'expression révélant un caractère particulier. Indépendamment des liens de parenté et des statuts sociaux, tous sont unis en un chagrin commun. La particularité des émotions individuelles est révélée par l'artiste à travers les portraits d'hommes et de femmes de tous âges. L'historien d'art Vladimir Kemenov remarque qu'ici « nous voyons un aspect typique de la peinture de Sourikov dans cet entassement de figures humaines qui s'entrelacent et se relient entre elles dans un groupe inséparable ». C'est, selon l'historien, « une technique de composition consciente, grâce à laquelle une foule nombreuse de gens est perçue comme un seul organisme vivant » et qui fait que « le peuple, en tant qu'ensemble, acquiert une valeur d'image artistique indépendante ». En même temps, « dans ce tableau, on ne trouve pas de personnages inutiles, simplement réalisés pour remplir l'espace, pas une seule figure banale, pas un seul lieu commun ».
Un des problèmes rencontrés par l'artiste est de positionner les figures dans la foule de telle manière que celles figurant au premier rang n'occultent pas celles qui se trouvent à l'arrière. Sourikov réussit à résoudre ce problème en utilisant la possibilité de regrouper la foule non seulement horizontalement mais aussi verticalement sur la toile. Le résultat de cette disposition est que la composition se présente sur plusieurs niveaux. Le premier niveau comprend deux vieilles femmes assises sur le sol, ainsi que la petite fille qui se tient debout entre elles. Un deuxième niveau comprend les chariots sur lesquels se trouvent les streltsy et les membres de leur famille. Trois streltsy sont assis, un quatrième (de dos, à gauche) est à moitié couché, un cinquième est debout au centre et, plus haut que la foule, il s'incline devant elle. Le dernier est descendu du chariot et est conduit à l'échafaud. Un troisième niveau comprend les spectateurs, qui se sont rassemblés sur l'escalier et sur la plate-forme même du Lobnoïe mesto pour regarder les exécutions. Pour séparer le deuxième niveau du troisième, Sourikov utilise le mur arrondi du Lobnoïe mesto devant lequel se reposent les chevaux qui tirent les charrettes.
Sur le plan spatial, les streltsy amenés à l'exécution se distinguent des autres personnages par le fait qu'ils sont sur les charrettes et donc plus haut que leur entourage. En termes de couleurs, ils sont aisément reconnaissables et portent la chemise blanche des condamnés à mort. Certains portent également des caftans colorés, mais le blanc reste cependant dominant. Le contraste avec la foule environnante est également renforcé grâce à la lumière des cierges allumés et le reflet de la flamme sur leurs chemises blanches. Selon Vladimir Kemenov, « le tableau n'a pas vraiment de centre unique, il se compose de plusieurs nœuds, étroitement liés entre eux et interagissant les uns avec les autres ». Ces centres locaux, ces nœuds, ce sont les streltsy autour desquels se sont regroupés leur famille ainsi que le soldat qui emmène un premier condamné à la potence. Les femmes et les mères des streltsy sont remplies de chagrin et de désespoir, mais ces condamnés à mort sont, durant ces dernières minutes qu'ils ont à vivre, « tellement absorbés par leurs pensées, si absorbés par leurs convictions profondes, qu'ils ne semblent pas remarquer le chagrin de leurs proches ».
Sourikov utilise l'image des bougies allumées comme symbole du lien existant entre la flamme et la vie humaine,. Selon le poète russe symboliste Maximilian Volochine, « le germe principal à partir duquel s'est épanouie la composition est une impression picturale ressentie beaucoup plus tôt par Sourikov : la bougie, allumée alors qu'il fait jour, devant une chemise blanche. Volochine écrit à ce propos: « Cette image a ému Sourikov pendant longtemps, jusqu'à ce qu'elle se connecte avec les streltsy conduits à leur exécution. Psychologiquement, c'est fort compréhensible : la bougie, allumée pendant le jour, évoque l'image de funérailles, de défunts, de la mort. Sur fond de chemise blanche, dans les mains vivantes d'un condamné, elle rappelle encore plus épouvantablement la mort »,.
Le peintre parvient dans sa composition à intégrer une quatrième dimension temporelle de l'action. L'action du tableau, ainsi étudiée, se déploie de gauche à droite. À gauche, un strelets est allongé dans un chariot, dos au spectateur du tableau. Personne n'est à ses côtés, ni amis ni famille. Pas de soldat pour le presser. C'est le « dernier sur la liste des morts »,. Le condamné le plus à droite sur la toile est déjà descendu du chariot et est déjà conduit vers la potence, il est le « premier sur la liste des morts ». Entre ces deux hommes se tiennent les quatre autres streltsy avec leurs différences d'aspect, de comportement à l'approche de la mort.

### Les Streltsy

#### Le strelets roux
Le strelets roux au chapeau rouge redresse le torse, assis dans un chariot, entouré de sa femme et de sa mère. Son caftan gris à passementeries d'or a glissé sur son dos, si bien que son torse vigoureux dans sa chemise blanche est bien mis en évidence. Bien qu'il soit attaché par des cordes et que ses mains soient liées, son visage montre une grande détermination. Il se tourne vers le tsar Pierre, monté sur son cheval, et regarde le tsar avec des yeux pleins de haine, sans se préoccuper de la cire chaude de la bougie qui lui coule sur la main. Avec cette représentation du strelets roux se manifeste « de manière convaincante, la protestation populaire et le courage des condamnés ».

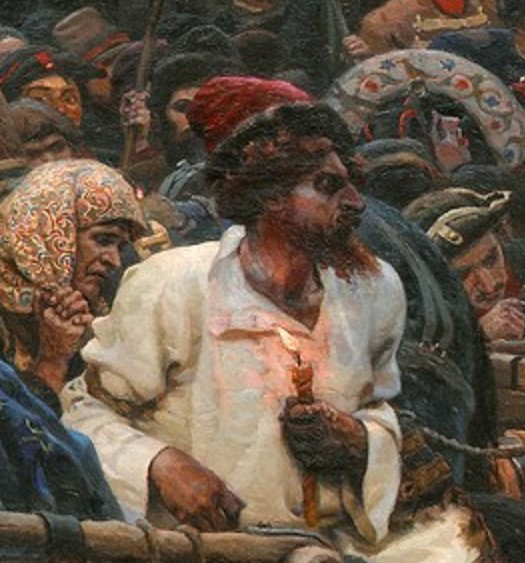
Strelets roux.

On connaît sept études sur le strelets roux, réalisées par Sourikov, durant son travail préliminaire. La plus ancienne d'entre elles est conservée au Musée des Beaux-Arts de Krasnoïarsk. C'est un croquis réalisé par le peintre au dos d'une feuille sur l'avers duquel est représenté Pierre le Grand à partir d'une gravure anglaise. La silhouette caractéristique du strelets rebelle montre que, déjà à cette époque, Sourikov pensait à ce portrait et avait une idée générale à son propos. C'est pourquoi, quand il se met à chercher des modèles, il sait déjà clairement ce qu'il veut trouver.
Ilia Répine aide Sourikov à trouver un modèle en le persuadant de l'accompagner au cimetière Vagankovo, où il connait un fossoyeur qui correspond à ce que Sourikov recherche pour son strelets assis dans sa charrette, avec un cierge allumé à la main. Sourikov décrit sa rencontre comme suit : « Le strelets roux, c'est un fossoyeur que j'ai vu au cimetière. Je lui a demandé : « Allons chez moi prendre la pose. » Mais ses amis commencent à rire. Il dit : « Je ne veux pas ». Il a du caractère, c'est un vrai strelets. Ses yeux profondément enfoncés dans son visage me frappent. C'est un type en colère et par nature récalcitrant. Il s'appelle Kouzma. Un faux pas et mon gibier s'envole. Je réussis tout juste à la convaincre. Il prend la pose et puis me dit : « Quoi, on va me couper la tête ou quoi ? »,. Ilia Répine se souvient que : « Sourikov n'a pas été déçu. Kouzma a longtemps posé pour lui et Sourikov, quand on évoquait Kouzma, même longtemps plus tard, s'émouvait en revoyant ses yeux gris, son nez de rapace et son front fuyant. ». Il reste que, malgré la similitude des croquis avec l'image du strelets à barbe rousse, il n'existe pas de certitude absolue qu'ils ont été réalisés avec Kouzma comme modèle. Selon Vladimir Kemenov, « il est probable que le fossoyeur n'était pas le premier, mais il était le modèle le plus approprié pour représenter le strelets roux ».

#### Le strelets couché dans un chariot

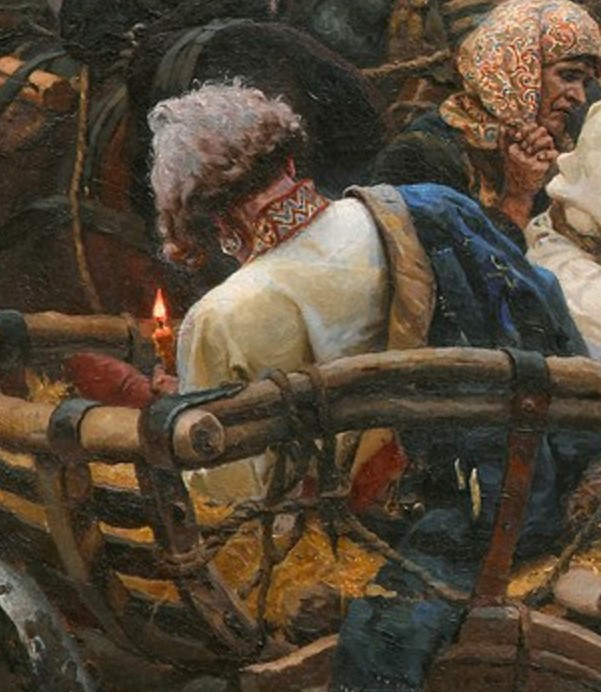
Strelets couché dans un chariot.

Le strelets aux cheveux clairs, allongé dans la télègue à gauche de la toile, tourne le dos, si bien que le spectateur ne voit pas son visage. L'expressivité du personnage est déterminée uniquement par la position de son corps. Sa tête est penchée vers la flamme brulante de la bougie. Sur l'épaule droite, il porte un caftan usé, de couleur bleue, décoré de passementerie dorée en soie. Sous son caftan, il porte une kossovorotka, garnie d'un motif de couleur. À son oreille gauche pend une boucle en argent suivant la mode cosaque. Tout cela montre qu'il vivait, il n'y a pas si longtemps, dans l'aisance et portait des vêtements nouveaux et élégants. Mais ces dernières années, comme beaucoup de streltsy, il s'est appauvri. En décrivant de tels détails, Sourikov montre la situation désastreuse dans laquelle se trouvaient les streltsy avant leur mutinerie.
Pour cette image du strelets couché dans le chariot, deux études sont connues et conservées à la galerie Tretiakov. L'une à l'aquarelle est celle d'un lycéen assis au bord d'une table, le dos tourné vers le spectateur. L'autre, réalisée à l'huile sur une toile, appartient au musée des beaux-arts d'Iekaterinbourg. Elle montre un strelets en caftan bleu, couché dans une télègue. Dans la version finale du Matin de l'exécution des Streltsy, l'artiste a repris les caractéristiques des deux études préliminaires. Le col brodé et la position de la main tenant la bougie vient du croquis à l'aquarelle tandis que le caftan est repris de la peinture à l'huile. Vladimir Kemenov suggère qu'il existait encore une autre étude, du fait que les plis de la chemise sont très différents sur le tableau final et que les cheveux sont passés du noir au blond clair.

#### Le strelets à barbe noire
Le strelets à barbe noire est assis dans un chariot et tient une bougie allumée dans la main. À sa gauche, sa vieille mère, tenant un mouchoir devant sa figure, essuie les larmes qui lui coulent sur le visage. À droite, sa femme se distingue par son habillement jaune vif. Le strelets est plongé dans ses pensées et ne remarque pas la souffrance de ses proches qui l'entourent. Entre son visage et celui de son épouse, apparaît le visage d'un soldat, comme transfiguré par le drame qui se joue. Les jambes du strelets sont encore enchaînées, mais un autre soldat est occupé à ouvrir un cadenas avec une clé. Il semble donc qu'il sera bientôt conduit à l'échafaud,. Ce strelets est « l'image d'un homme obstiné et volontaire, dans lequel on retrouve quelque chose d'un brigand dont la force intérieure n'est pas brisée par les évènements ».

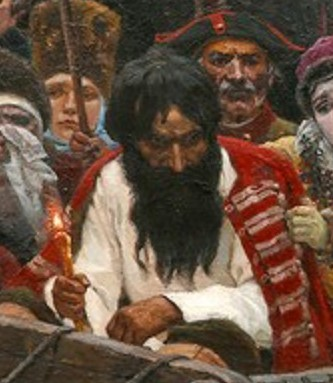
Strelets à la barbe noire.

On connait trois études liées au travail final sur le strelets à barbe noire. Sur l'une d'elles, conservée au musée des Beaux-Arts d'Iekaterinbourg, le strelets est assis sur le chariot. C'est celle qui a servi pour représenter la position générale du personnage dans la version finale du tableau. Pour peindre la tête de ce strelets, Sourikov a utilisé d'autres modèles et deux croquis ont été réalisés sur ce sujet, dont l'un (dans une collection privée) est peint à la suie et se présente comme « l'image soigneusement élaborée d'un homme d'une quarantaine d'années ». Mais, apparemment, le résultat obtenu manquait de tension émotive. Un autre croquis (aujourd'hui à la galerie Tretiakov), avec un autre modèle, a servi de base pour le tableau final. Selon le critique Vladimir Kemenov, « l'assurance et la force du strelets à la barbe noire sont impressionnantes » et « il semble que cette image soit restée longtemps dans l'imaginaire du peintre l'une des plus impressionnantes, représentant un type de personnalité parmi celles rencontrées par lui en Sibérie ». Dans la version finale du tableau, on peut constater que le peintre a encore affiné les traits du visage du strelets, rendant son expression plus maussade et plus aigrie.
En racontant l'histoire de son tableau au poète Maximilian Volochine, Sourikov lui dit : « Souvenez-vous : là, j'ai un strelets à barbe noire « comme un agneau, obéissant à son destin », c'est Stepan Fiodorovitch Torgochine, le frère de ma mère ». Le peintre Jacob Tepine rappelle lui aussi que Sourikov lui a dit : « L'un des Torgochine, Stepan Fiodorovitch, est représenté sous les traits du strelets à la barbe noire dans le tableau Matin de l'exécution des Streltsy ». Beaucoup de membres de la famille de Sourikov en ligne maternelle, par sa mère Prascovie Fiodorovna (née Torgochine), provenaient du village de Torgochine, situé à proximité de Krasnoïarsk en Sibérie,. Certains suggèrent que c'est un oncle de Sourikov, appelé Gavril Fiodorovitch Torgochine, qui a servi de modèle pour un autre strelets.

#### Le strelets aux cheveux gris

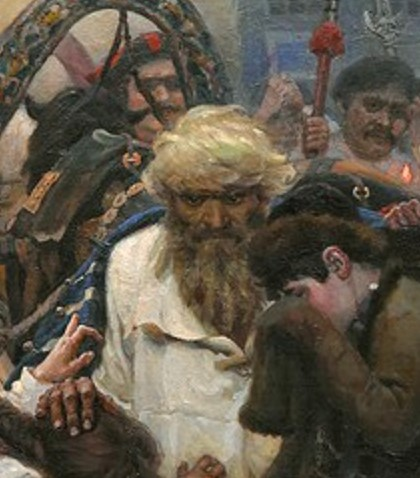
Le strelets aux cheveux gris.

Dans la partie centrale de la toile, est représenté « un strelets âgé à la chevelure grise abondante, avec une grande barbe qui a dû être noire et est devenue grise ». De chaque côté de lui se blottissent ses enfants, un adolescent et une jeune fille. Le fils est assis à droite sur le bord de la charrette et essuie ses larmes avec le manche de son caftan déchiré. La fille en sanglotant se penche dans la télègue et appuie sa poitrine contre les jambes de son père, les doigts accrochés aux bords de son caftan. Derrière le fils, un soldat souffle la flamme d'une bougie. Le dernier moment de l'adieu est arrivé pour la famille et « la bougie peut être éteinte, l'heure du strelets aux cheveux gris est arrivée ».
On ne connaît qu'une seule étude du strelets aux cheveux gris, peinte à l'huile sur toile et conservée à la Galerie Tretiakov. Sur cette étude, le strelets est assis sur une télègue. Dans la version finale, le peintre conserve les traits de cette étude, mais aussi les plis de sa chemise. Mais Sourikov a choisi un autre modèle pour les traits du visage. Vladimir Kemenov suggère que la raison de ce changement pourrait être que le visage sombre du modèle représenté sur l'étude était trop proche de celui du strelets à barbe noire.
Le nom du modèle qui a servi pour la réalisation du strelets aux cheveux gris n'est pas connu. Lors d'une conversation avec Maximilien Volochine, Sourikov a parlé d'un vieil homme : « Celui qui s'incline, c'est un exilé d'environ soixante-dix ans. Je me souviens qu'il marchait, portait un sac, titubait de faiblesse et saluait le peuple »,. Mais Kemenov pense que le peintre fait allusion avec ce modèle au strelets qui s'incline debout devant le peuple.

#### Le strelets qui s'incline devant le peuple

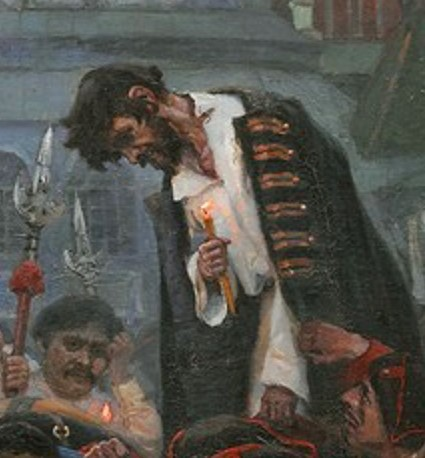
Le strelets qui s'incline devant le peuple.

La figure du strelets qui fait ses adieux à la foule se réfère aux premiers croquis du peintre : l'inclusion de ce personnage dans la composition de Sourikov trouve sa justification dans l'histoire : les oukases du 5 et du 15 février 1685 ont interdit les exécutions à l'intérieur de l'enceinte du Kremlin et ont enjoint de procéder à celles-ci devant la tour Spasskaïa au Lobnoïe mesto, en veillant à ce que « les coupables, après avoir entendu la sentence de condamnation à mort, prient devant l'image de Jésus-Christ, s'inclinent de tous les côtés et demandent pardon au peuple ».
Le travail sur la représentation de ce strelets comprend deux études. La plus ancienne est une aquarelle conservée au Musée régional des beaux-arts de Rostov. La seconde est réalisée à l'huile sur toile et se trouve à la Galerie Tretiakov. Sur cette dernière, le strelets qui s'incline est représenté en pied et c'est cette variante, que le peintre a utilisée pour la toile définitive.
Vladimir Kemenov considère qu'il serait erroné de croire que l'image de ce strelets exprime « une soumission tremblante » et « la vénération devant la force puissante du destin » (exprimée par la figure de Pierre le Grand), ou encore « une soumission fataliste à ce destin ». Selon Kemenov, il n'y a dans l'inclinaison du corps du strelets qui fait ses adieux ni humilité devant le tsar, ni une « faiblesse d'esprit ». Le strelets demande pardon pour ses péchés non pas à Pierre Ier, à qui il tourne le dos, mais au peuple. Kemenov poursuit : « L'image du strelets qui s'incline est une heureuse réussite pour Vassili Sourikov. Elle est très importante dans la composition émotionnelle du tableau par rapport à la foule ; elle est la note indispensable qui résonne au milieu du chœur de toutes les souffrances du peuple ».

### Les femmes, les mères et les enfants des streltsy

#### La femme du strelets mené à l'exécution

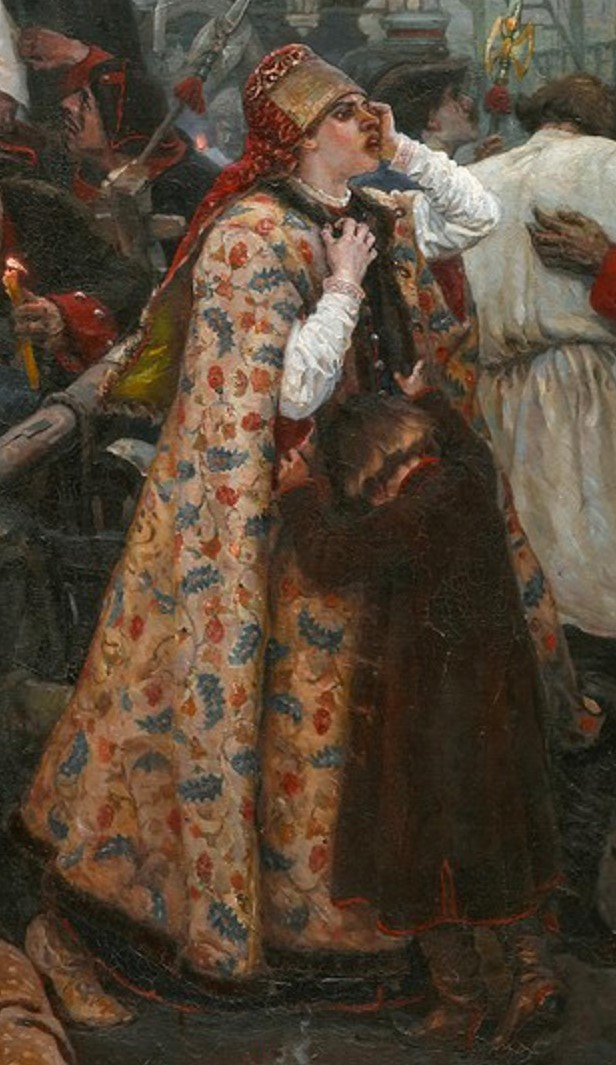
Femme du strelets mené à l'exécution.

La jeune femme du strelets, qui vient d'être emmené vers le lieu d'exécution, exprime sa souffrance et son chagrin par un cri de désespoir. D'une main, elle prend le bord de son letnik et porte l'autre main à la tempe. Son cri est celui des pleureuses de l'ancienne coutume russe. Dans Journal d'un voyage en Moscovie, Johann George Korb écrit : « L'horreur de la mort imminente renforçait les cris de pitié des femmes » ; quand les streltsy sont arrachés à leur famille et sont conduits au lieu d'exécution, « les sanglots et les cris des femmes se font plus fort », elles demandent : « Pourquoi t'arrache-t-on à moi aussi vite ? Pourquoi me quittes-tu ? Je ne peux pas t'embrasser une dernière fois ? Ils ne nous laissent pas faire nos adieux ». On peut lire de tels détails dans le Journal de Kobra. Sur le tableau, un fils se blottit contre la femme du strelets (streltchikha). Derrière lui, traine dans la boue un caftan couleur bordeaux et le chapeau de son père emmené vers les potences.
L'image de la femme du strelets emmené à l'exécution correspond à deux études datées de 1879. Dans l'une, qui est conservée au Musée des arts d'Ouzbékistan, elle est représentée habillée d'un letnik blanc, et dans l'autre, conservée par la Galerie Tetriakov, dans un letnik à ramages.Vladimir Kemenov estime que « le choix final du blanc peut être associé à l'intention de ne pas économiser cette couleur qui est celle des streltsy. Ceci afin de ne pas diminuer l'effet qu'elle produit sur les spectateurs en tant que couleur des streltsy ». En même temps, « il ne fallait pas que le blanc se démarque trop de la foule multicolore pour tenter d'obtenir un rapprochement des streltsy avec leurs familles environnantes ». Le motif du letnik est aussi mieux assorti non seulement aux vêtements des autres femmes, mais aussi au fond architectural constitué par la cathédrale de Saint-Basile-le-Bienheureux.
La Galerie Tretiakov conserve également des aquarelles représentant le petit garçon du strelets qui se tient devant la femme,.

#### Femme du strelets à barbe noire

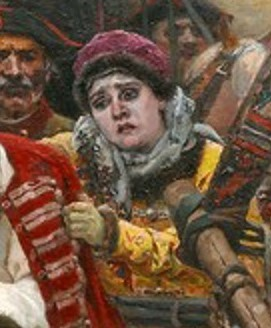
Femme du strelets à barbe noire.

La femme du strelets à barbe noire se trouve à droite de son mari assis sur la télègue. Elle porte des vêtements jaune vif, un châle brodé gris et un chapeau couleur lilas. Elle prend l'épaule de son mari et la manche du caftan rouge pour l'aider à l'enlever. Son visage est pâle, marqué par la souffrance, ses sourcils sont tirés, « ses yeux sont grand ouverts et figés de douleur ». Elle regarde en vain vers son mari, attendant un mot ou un regard d'adieu, mais le strelets dans ces derniers instants est plongé dans ses pensées et dans sa colère, et il ne remarque pas les souffrances de sa femme.
Il existe trois études créées par l'artiste pour préparer sa version définitive de cette femme. L'une se trouve à la Galerie Tretiakov, une autre au musée des beaux-arts de Iekaterinbourg. Une troisième se trouve au musée-réserve d'Abramtsevo, mais le corps de la femme y est représenté presque jusqu'aux genoux au lieu d'être en buste. La radiographie du tableau permet de constater que Sourikov avait d'abord repris cette femme suivant la troisième de ses études, puis il a apporté des modifications pour la choisir en buste.
C'est Éléna Deriaguine qui a servi de modèle pour cette femme du strelets à barbe noire, la sœur du peintre Nikolaï Bodarevski (en), avec qui Sourikov a étudié à l'académie des beaux-arts. Le portrait est réalisé durant l'été 1879, quand il travaillait sur son tableau dans le domaine des Deriaguine, dans le gouvernement de Toula. Les traits d'Éléna Dériaguine sont facilement reconnaissables sur deux des études,.

#### La femme du strelets qui se cache le visage
Au pied de la toile, au centre, en dessous du strelets barbu aux cheveux blonds se trouve une autre femme de strelets. Son visage n'est pas visible du fait qu'elle baisse la tête et le cache de ses mains. Elle porte des vêtements de paysanne, une sarafane et une chemise et, sur la tête, un simple foulard de couleur sombre. Aux pieds, elle porte des laptis et des bandes molletières qui enserrent ses jambes. À ses pieds, une bougie éteinte et, à côté, un vieux caftan. C'est tout ce que son mari, envoyé à l'exécution, lui laisse, : « elle n'a personne à qui dire adieu, à regarder une dernière fois. Elle ne voit et n'entend plus personne, tant elle est noyée dans son chagrin ». Selon Kemenov, du fait de sa sensibilité et de son tact, Sourikov ne ressent pas le besoin de montrer le visage désespéré de la femme. Il la représente la tête baissée et laisse au spectateur le soin d'imaginer l'étendue de son chagrin.
Une étude préliminaire de Sourikov a été conservée, qui représente cette femme au visage caché par ses mains. Selon plusieurs témoignages, le modèle de cette étude a été Maria Petrovna Sokolova, qui vivait dans la propriété Deriaguine.

#### Petite fille qui pleure

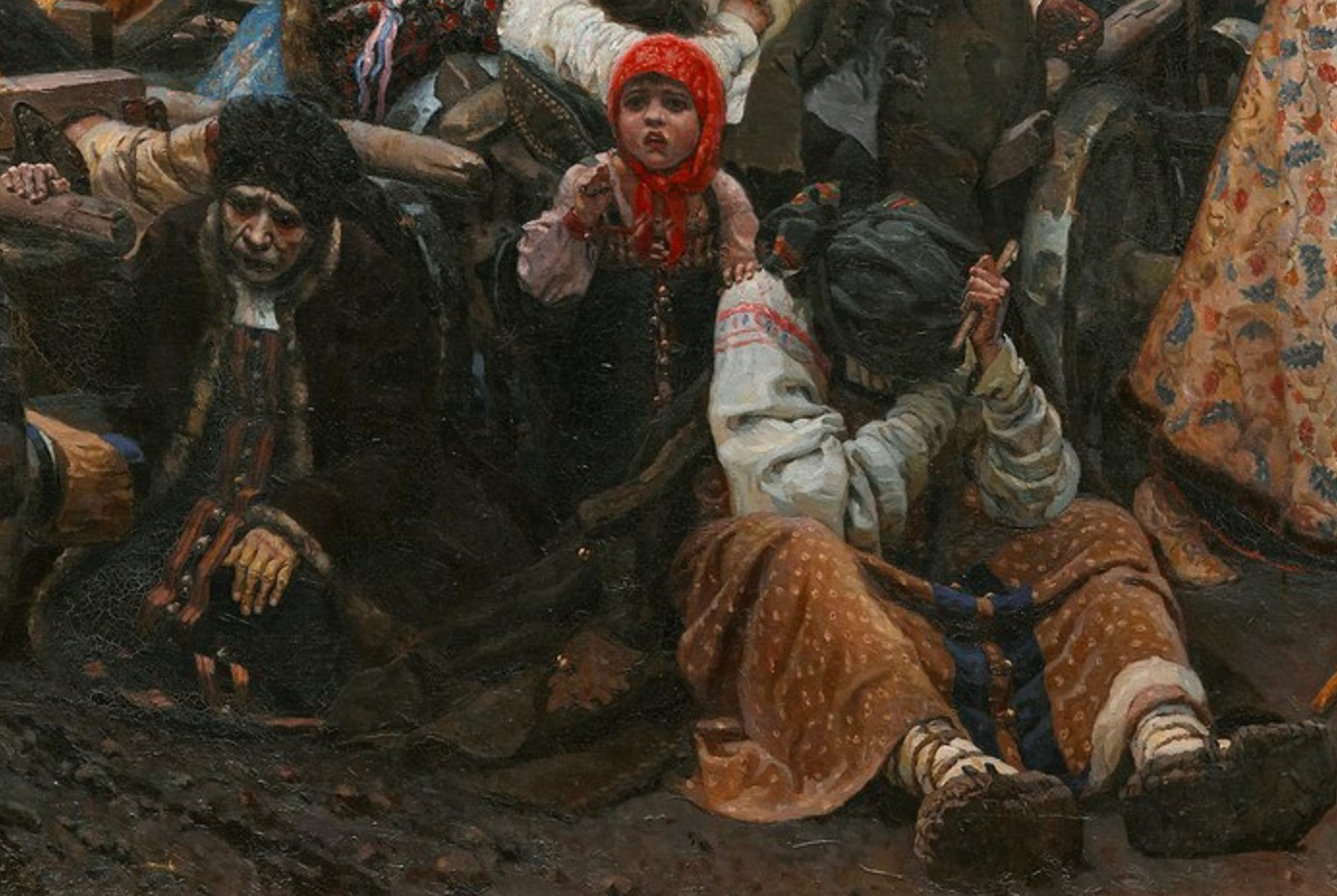
Femme de strelets se couvrant le visage, fillette en pleurs et femme assise au pied du strelets roux.

À gauche de la femme qui cache sa figure de ses mains, à l'avant-plan, se tient sa petite fille. Elle est habillée de couleurs gaies : son foulard rouge vif, sa chemise rose et son sarafane mauve avec des passementeries dorées. Son habillement contraste fortement avec son visage en larme et ses yeux effrayés. Elle ne comprend pas ce qui se passe autour d'elle et pleure bruyamment, de peur. Selon Vladimir Kemenov, « devant l'inconscience de la douleur de cette orpheline, devant son impuissance, le spectateur ne peut s'empêcher d'être touché et de ressentir un grand sentiment de pitié ».
Sourikov a préparé la pose de la fillette à l'avant-plan avec sa fille Olga Sourikova (1878-1958),. Il semble que la première étude ait été réalisée par le peintre en 1879 (elle se trouve aujourd'hui au Musée russe),,,. Sourikov a ensuite expliqué comment il fallait faire peur à la petite fille pour obtenir cette expression effrayée. Il fallait lui raconter un conte pour enfant aux épisodes traditionnellement surprenants. La petite fille effrayée, les yeux arrondis, les lèvres étirées est alors sur le point de pleurer et c'est cette expression que le peintre veut capter. La nounou protestait contre ce comportement de père vis-à-vis de la fillette.

#### Femme assise au pied du strelets roux
À gauche de la petite fille en pleurs, à l'avant-plan, est représentée une femme assise à même le sol. C'est la mère du strelets aux cheveux et à la barbe rousse. Elle est légèrement tournée vers la gauche et pose sa main droite sur le brancard de la télègue. Sa figure est affligée et attire l'attention au premier-plan vers les streltsy à gauche du tableau.
Pour cette vieille femme assise, il existe deux croquis préliminaires que l'on trouve à la Galerie Tretiakov et sur lesquels elle est représentée en sarafane. Vladimir Kemenov estime que le peintre a pu être aidé dans la réalisation du portrait de cette vieille en étudiant attentivement des portraits de Rembrandt. En comparant les études préliminaires et la toile finale, on constate que le peintre a renforcé les sentiments de désespoir de cette femme par l'immobilité de son regard figé. La femme du tableau final semble plus âgée aussi que celle des études préliminaires.

### PierreIer
Sur le côté droit de la toile, Pierre Ier est arrivé à cheval pour diriger personnellement l'exécution. Sur la place Rouge, il voit « des streltsy au regard sombre, qui se préparent solennellement à la mort, mais qui ne se repentent pas, ni ne se soumettent à son pouvoir ». De plus, sentant sur lui le regard brûlant et furieux du strelets à la barbe rousse, Pierre Ier le fixe dans un regard de feu et menaçant. Ce duel implacable entre le regard du tsar et du strelets qui vit ses dernières minutes « est comme un courant électrique qui traverse toute la toile, qui relie sa partie droite à sa partie gauche et forme une ligne de tension des deux forces de volonté en conflit »,.

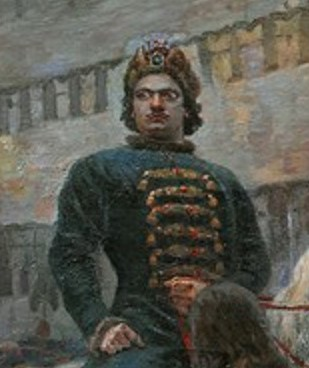
Pierre Ier.

L'attitude du peintre Vassili Sourikov à l'égard de Pierre Ier et de son rôle dans l'histoire russe était ambiguë. Selon le peintre Piotr Kontchalovski, Sourikov admirait la force, le courage, l'envergure et la détermination de Pierre, mais il s'indignait de son attitude cruelle envers le peuple et de la protection qu'il accordait aux étrangers en visite en Russie. Selon Vladimir Kemenov, le tableau Matin de l'exécution des Streltsy montre que « malgré toute la compassion pour les streltsy représentés, le peintre ne se permet pas la moindre idéalisation, pas plus que pour tous ceux que Pierre prenait en grippe. Le peintre ne s'autorise aucun jeu de couleurs dans le but de faire valoir des reproches ou de dénoncer un comportement ».
Sourikov explique à Maximilian Volochine : « J'ai pris pour Pierre un portrait de l'époque de son voyage à l'étranger ; quant à son habillement, j'ai repris celui de Johann George Korb »,. En outre, on connaît un portrait réalisé par Sourikov représentant Pierre et qui est conservé aujourd'hui au Musée d'État des Beaux-Arts de Krasnoïarsk-Vassili Sourikov, qui est une copie d'une gravure de William Faithorne le Jeune. Au bas de la gravure, le peintre a écrit : « Pierre à 25 ans », ce qui correspond à l'année 1699. Faithorne le représente habillé d'un costume élégant et coiffé d'un chapeau aux revers de fourrure relevés vers le haut. En comparant cette gravure avec la toile de Sourikov, on constate que le chapeau provient certainement de la gravure de Faithorne, mais le costume, par contre, est différent. Selon l'avis de Vladimir Kemenov, le costume de Pierre a été repris d'une gravure de Joachim Ottens (1663-1719) « Vêtements de notables de Moscou », qui représente Pierre en costume national russe à l'époque de la Grande Ambassade, lors de son voyage à Amsterdam. Peut-être qu'en représentant Pierre dans un simple caftan vert foncé couvert de boutonnières horizontales, le peintre Sourikov voulait créer un rapprochement avec l'uniforme du régiment Préobrajensky, qui était de la même couleur verte.
Selon certaines sources, c'est un certain Kouzma Timofée Chvedov qui a posé pour le personnage de Pierre Ier, quand Sourikov y travaillait en 1879. Ce Chvedov était un homme de grande taille « qui montait toujours à cheval »,.

### Autres acteurs de la scène

#### Régiment Préobrajensky
On ne connaît qu'une seule étude de Sourikov pour le tableau Matin de l'exécution des Streltsy, sur lequel est représenté un soldat du régiment Préobrajensky, c'est celle du « soldat préobrajensky avec une épée à la main conduisant un strelets sur le lieu d'exécution » (aujourd'hui à la galerie Tretiakov). Dans l'étude préliminaire, le soldat est représenté dans la même position et dans la même direction que sur le tableau final, mais son visage est celui d'un autre modèle dans le tableau final. Il existe aussi deux dessins préparatoires, sur lesquels sont représentées les armes et les bannières du régiment Préobrojensky (conservés au musée d'État des Beaux-Arts de Krasnoïarsk-Vassili Sourikov).
Les croquis réalisés pour le régiment Préobrajensky n'ont pas été conservés. Certains visages de soldats représentés sur la toile sont expressifs. Il semble que le peintre ait délibérément choisi à cette fin des modèles aux visages typiquement russes. Bien que les soldats de ce régiment soient opposés aux streltsy et qu'ils effectuent la mission qui leur est confiée, leurs visages « sont dépourvus de malveillance et de rancœur envers les streltsy ».

#### Menchikov

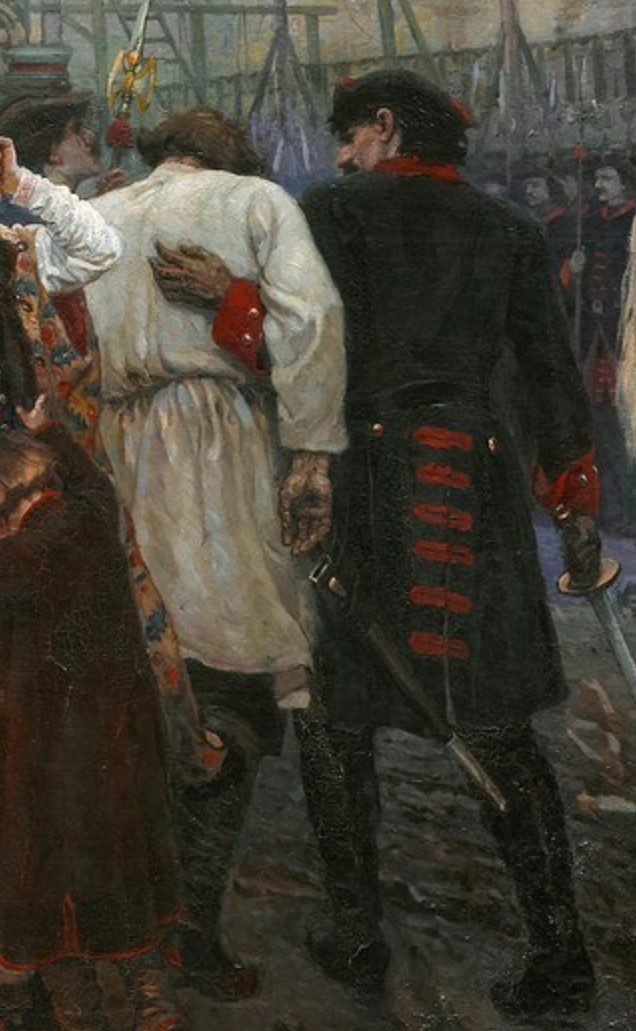
Soldat du régiment Préobrajensky emmenant un strelets à la potence -détail 19.

Pour exécuter les ordres de Pierre Ier, se trouvait à la tête du régiment Préobrajensky le sergent Alexandre Menchikov, qui est représenté sur la toile face au tsar, le dos tourné vers les spectateurs du tableau (il est habillé d'un caftan couleur bordeaux). Cela nous est confirmé par le critique Nikolaï Alexandrov (1841-1907) qui, en décrivant le tableau de Sourikov, écrit : « La partie droite <…> est occupée par Pierre sur son cheval, près duquel se trouve Menchikov qui lui rend compte de quelque chose ». Sourikov présente ainsi sur son tableau Alexandre Menchikov comme l'exécuteur direct de la préparation de l'exécution des streltsy.
Le fait que Menchikov soit en fait un participant actif à l'exécution des streltsy est décrit par Johann George Korb dans son Journal de Voyage en Moscovie : « Sa majesté royale est arrivée là (sur le lieu de l'exécution) en gig avec un certain Alexandre, dont la société lui procure le plus grand plaisir ». Korb écrit aussi qu'après l'exécution, dans le village des Préobrajenskys « il s'est vanté, le cruel Alexandre, d'avoir coupé vingt têtes »,.

#### Les étrangers

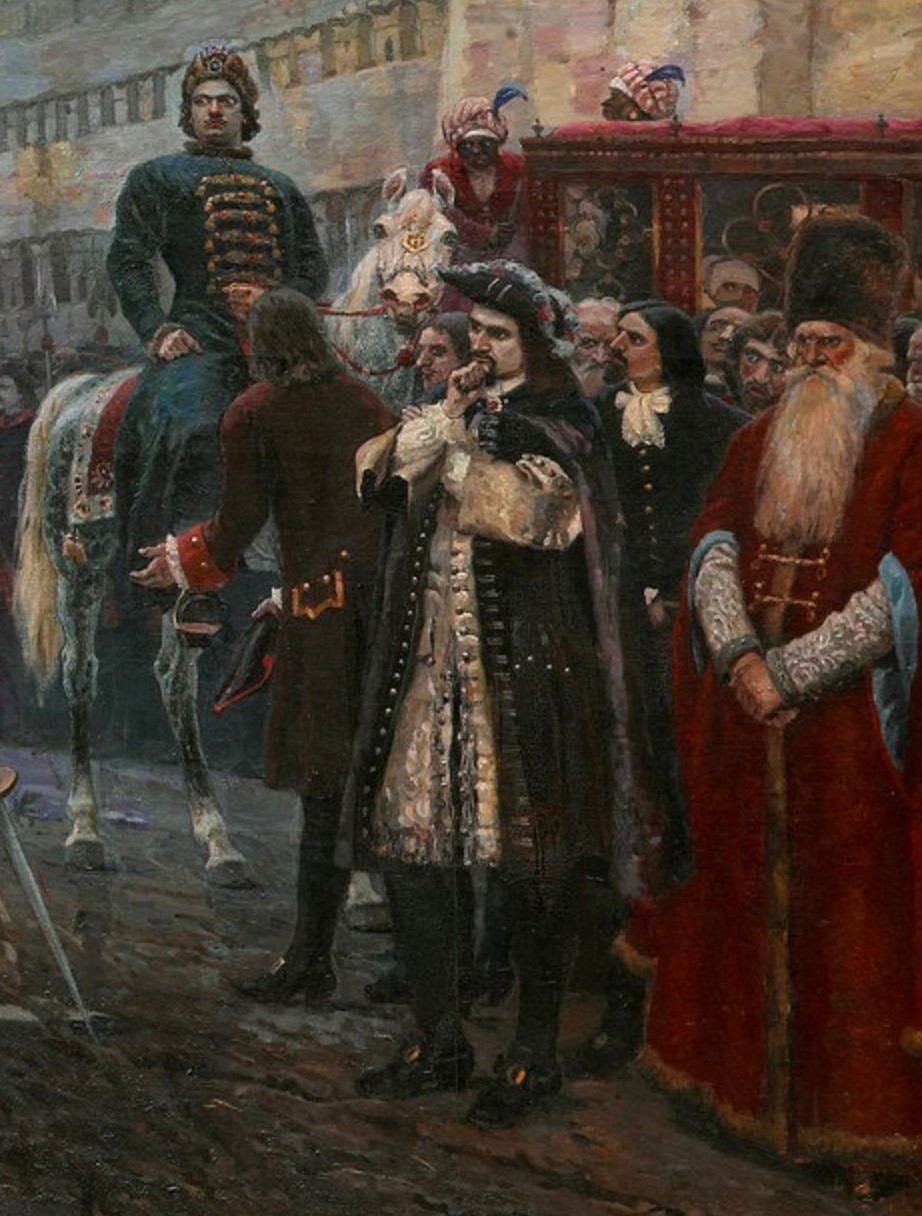
Le groupe des étrangers detail 11.

Le groupe d'observateurs au bord droit de la toile est constitué, outre Menchikov, également d'étrangers. Leur présence dans le tableau correspond à une vérité historique et artistique : on sait qu'étaient présents aux exécutions François Le Fort, Patrick Gordon et d'autres ambassadeurs et envoyés de divers autres États.
Dans ce groupe, un étranger se distingue, « un homme d'âge moyen, au beau visage pâle, aux cheveux foncés, la moustache noire et une petite barbe ». Il est vêtu d'un caftan de velours noir avec des boutons d'argent, sous lequel est visible un brocart. À cet habillement coûteux s'ajoute « un manteau noir, une cape en soie de couleur violette, une plaque précieuse, un chapeau incurvé garni de plumes, des chaussures aux boucles dorées ». Un tel habillement ne pouvait être porté que par un haut dignitaire. Il est probable que Sourikov a représenté l'ambassadeur autrichien (officiellement ambassadeur du Saint-Empire, le comte Ignace Christophore von Guarient und Räal (de), représentant à Moscou, en 1697, de Léopold Ier, empereur du Saint-Empire romain germanique. Le secrétaire de l'ambassadeur von Guarient était Johann George Korb, qui a décrit le voyage en Russie dans son Journal de voyage en Moscovie. Apparemment, sur le tableau, c'est lui qui se trouve derrière le comte Guarient, et qui est habillé de vêtements modestes et observe de près tout ce qui se passe devant lui.

#### Un vieux boyard
À droite du groupe des étrangers est représenté un vieux boyard, vêtu de vêtements anciens du tsarat de Moscovie. Il porte une chapka de boyard en fourrure brune et une chouba turque, garnie de velours rouge-cerise. Sous son manteau de fourrure, les manches du caftan gris sont brodées de motifs argentés. Il est chaussé de bottes jaunes-dorées. Les mains baissées devant lui, il regarde sévèrement les streltsy sous ses sourcils froncés gris.
La présence de ce vieux boyard dans le groupe des partisans de Pierre le Grand se justifie historiquement, car Pierre Ier dans sa lutte contre la régente Sophie était soutenu par un groupe important de représentants des boyards de vieille souche. À en juger par la place d'honneur à laquelle se trouve le boyard, il devait être un des fidèles partisans de Pierre dans sa lutte contre les streltsy. Son âge vénérable, son apparence patriarcale, sa posture fière et ses riches vêtements témoignent du fait qu'il « profite de son respect particulier pour Pierre, qui n'a pas osé lui faire couper la barbe (comme il l'a fait pour les autres boyards avant l'exécution des streltsy) ». Ces particularités du personnage font penser à celles d'une autorité de commandement militaire, comme Tikhon Strechnev (en), ou au prince Mikhaïl Tcherkasski (ru), qui a pris une part active dans le travail de la commission d'enquête sur la révolte des streltsy. Compte tenu de son âge au moment des exécutions et de plusieurs autres facteurs, Vladimir Kemenov arrive à la conclusion que le prototype le plus probable de ce boyard est effectivement le prince Mikhaïl Tcherkasski . Ce point de vue est celui qui est le plus répandu parmi les historiens aujourd'hui.
Connu sous l'appellation du Vieux boyard, ou le vieillard en manteau de fourrure, ce croquis est conservé au Musée des Beaux-Arts d'Odessa (en),.

## Esquisses et études
Selon Sourikov lui-même, quand il a eu clairement à l'esprit la place Rouge, « la scène de l'exécution a jailli en lui », il « se précipite chez lui et jusqu'à la nuit il réalise des croquis, puis la composition générale, puis les différents groupes de personnages »,. De cette époque, on conserve une feuille sur laquelle l'artiste a écrit en haut : « Premier croquis des streltsy en 1878. V. Sourikov ». Cette feuille de croquis se trouve dans la collection de la Galerie Tretiakov sous n° d'inventaire 27173. Deux croquis sont combinés sur cette feuille. En haut de la feuille se trouve un dessin plus grand qui donne les contours des figures des parties gauche et centrale de la toile et, dans un petit rectangle en bas de la feuille, le peintre a représenté un croquis général de l'ensemble de la composition du tableau. L'étude de ce croquis montre que, dès les premières études, le peintre a décidé de l'emplacement des figures des différents streltsy. Par contre, ce croquis ne reprend pas le groupe de droite avec le tsar Pierre, les boyards et les étrangers. Selon certaines informations, il existe un autre croquis qui est conservé au Musée d'État des Beaux-Arts de Krasnoïarsk-Vassili Sourikov.

Étude d'hommes pour le tableau Matin de l'exécution des Streltsy
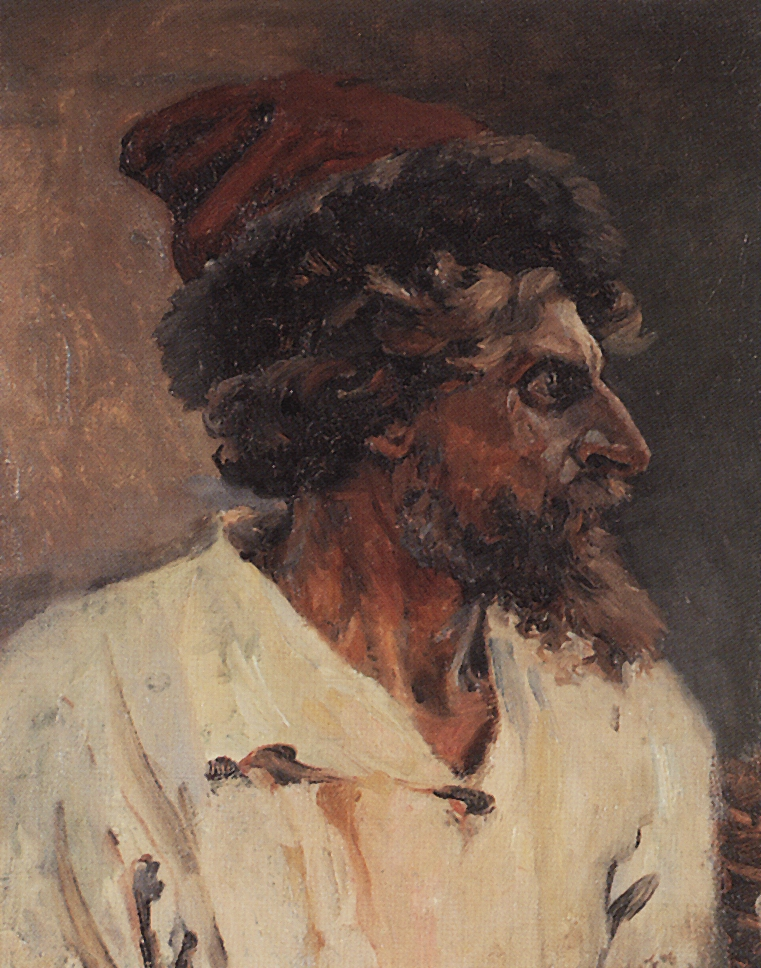
Strelets roux au chapeau, 1879, galerie Tretiakov.
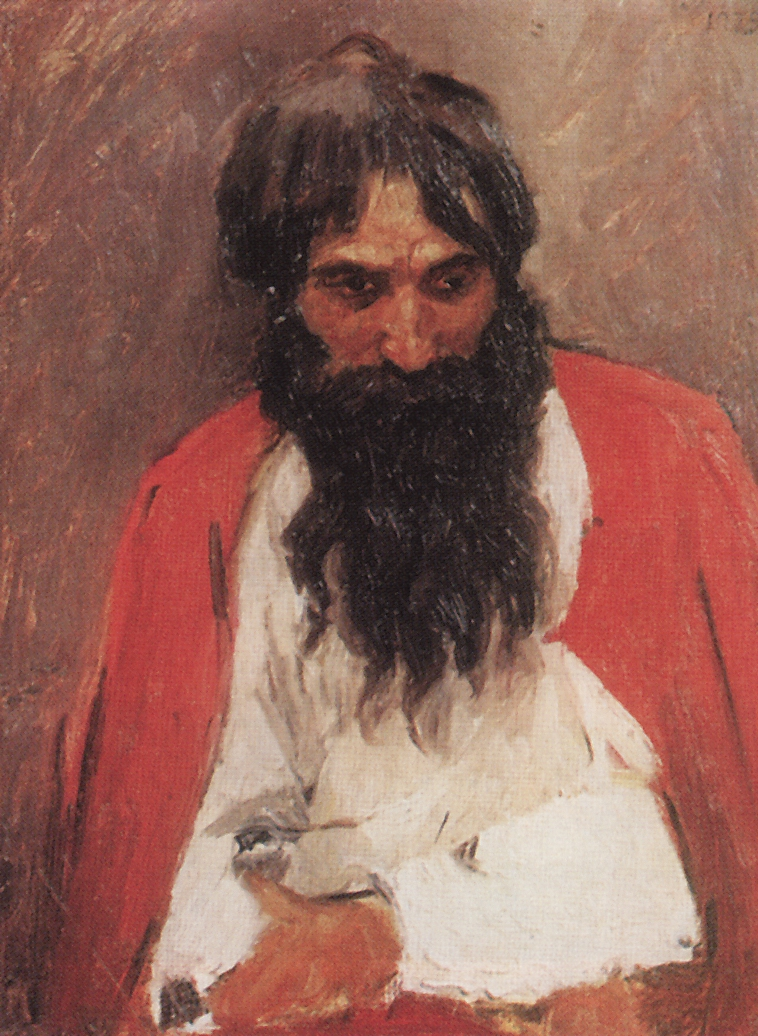
Strelets à la barbe noire, 1879, galerie Tretiakov.
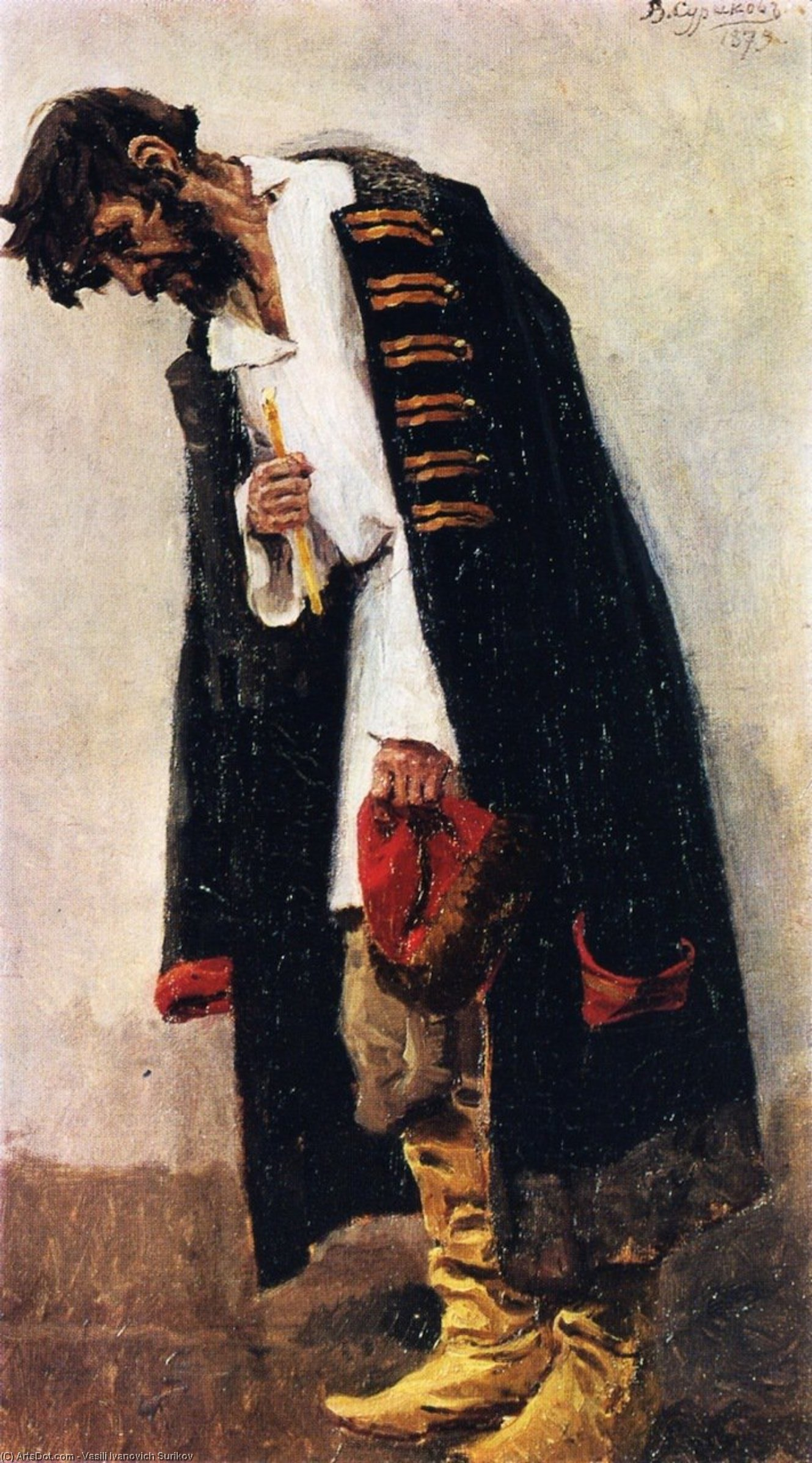
Strelets s'inclinant devant le peuple, 1879, galerie Tretiakov.
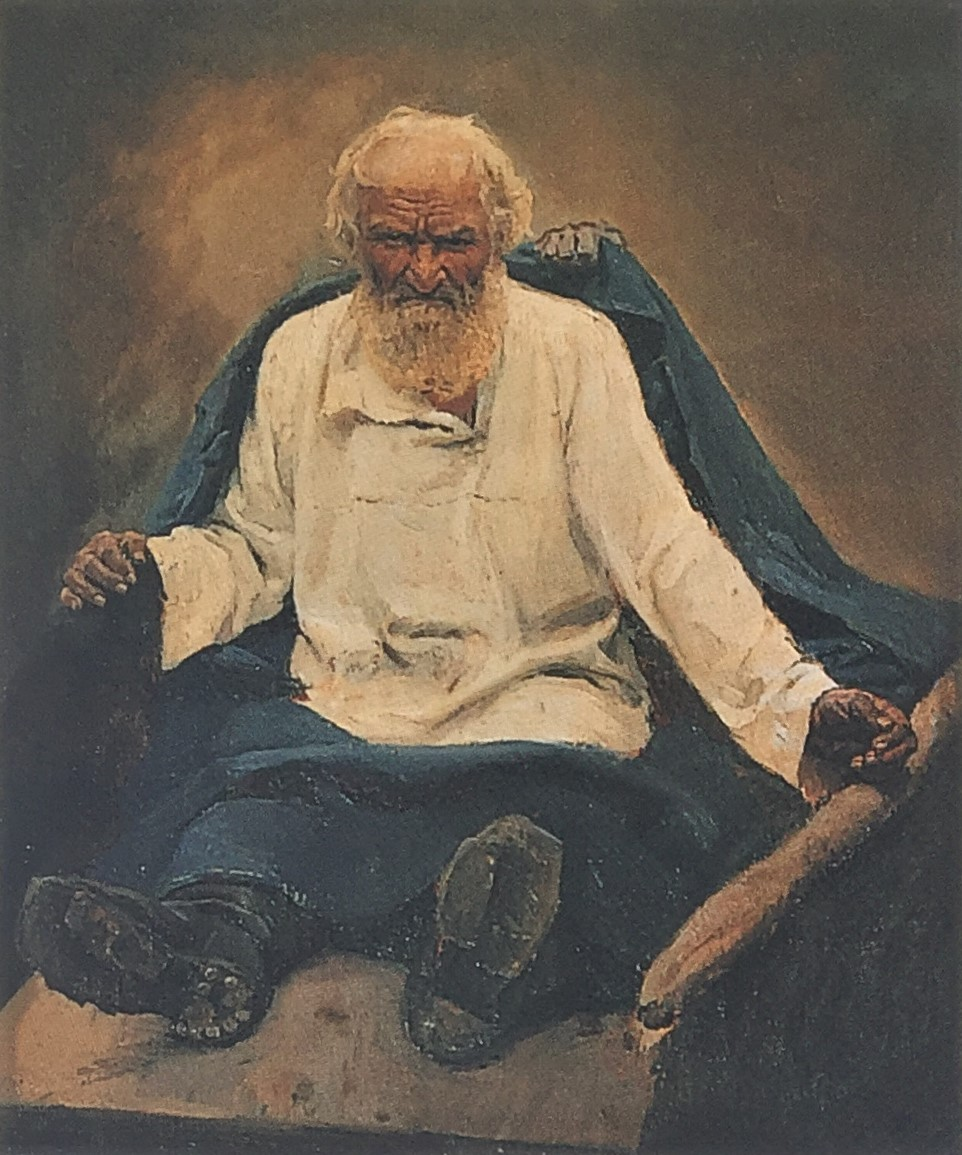
Strelets aux cheveux gris, 1879-1880, galerie Tretiakov.
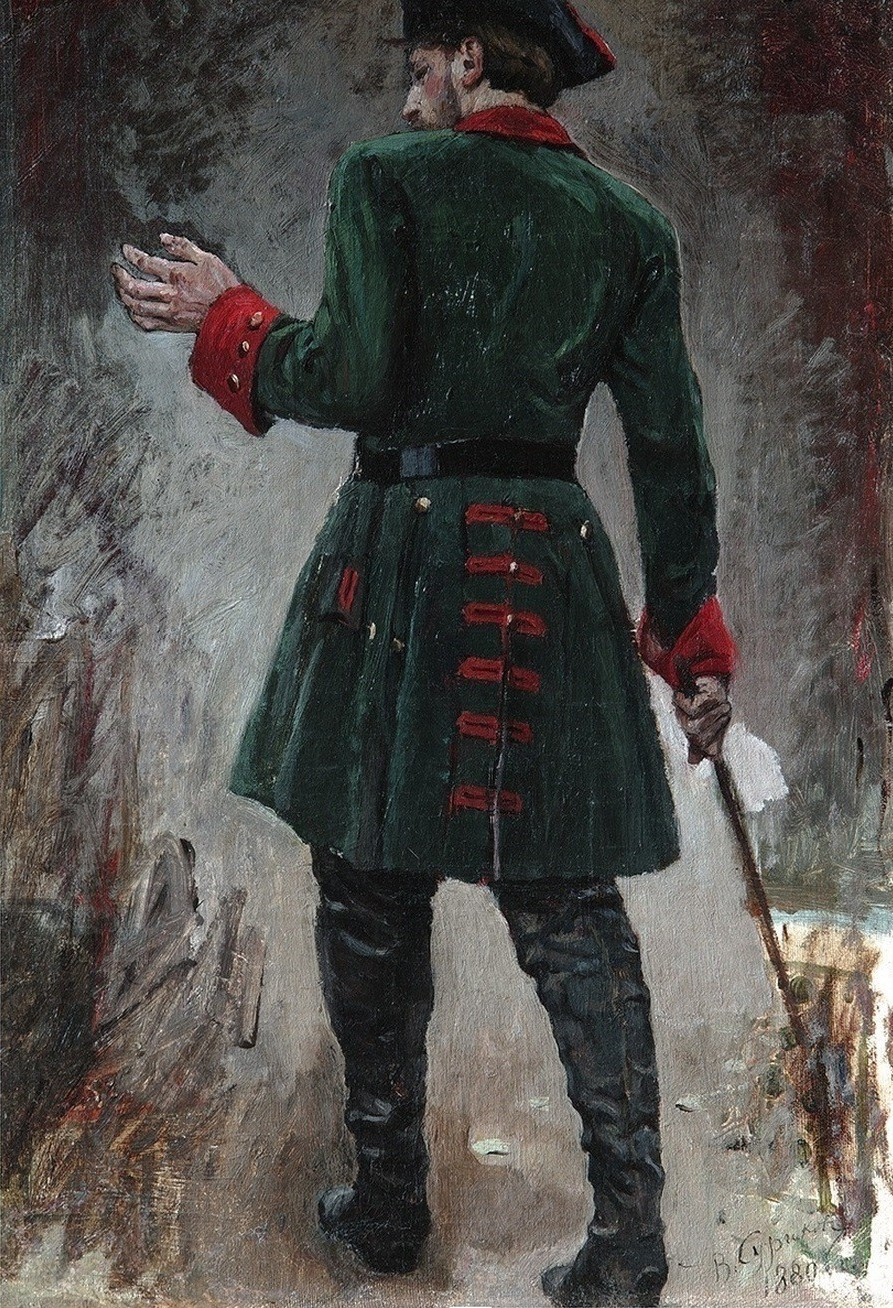
Soldat du régiment Préobrajensky, 1880, galerie Tretiakov.
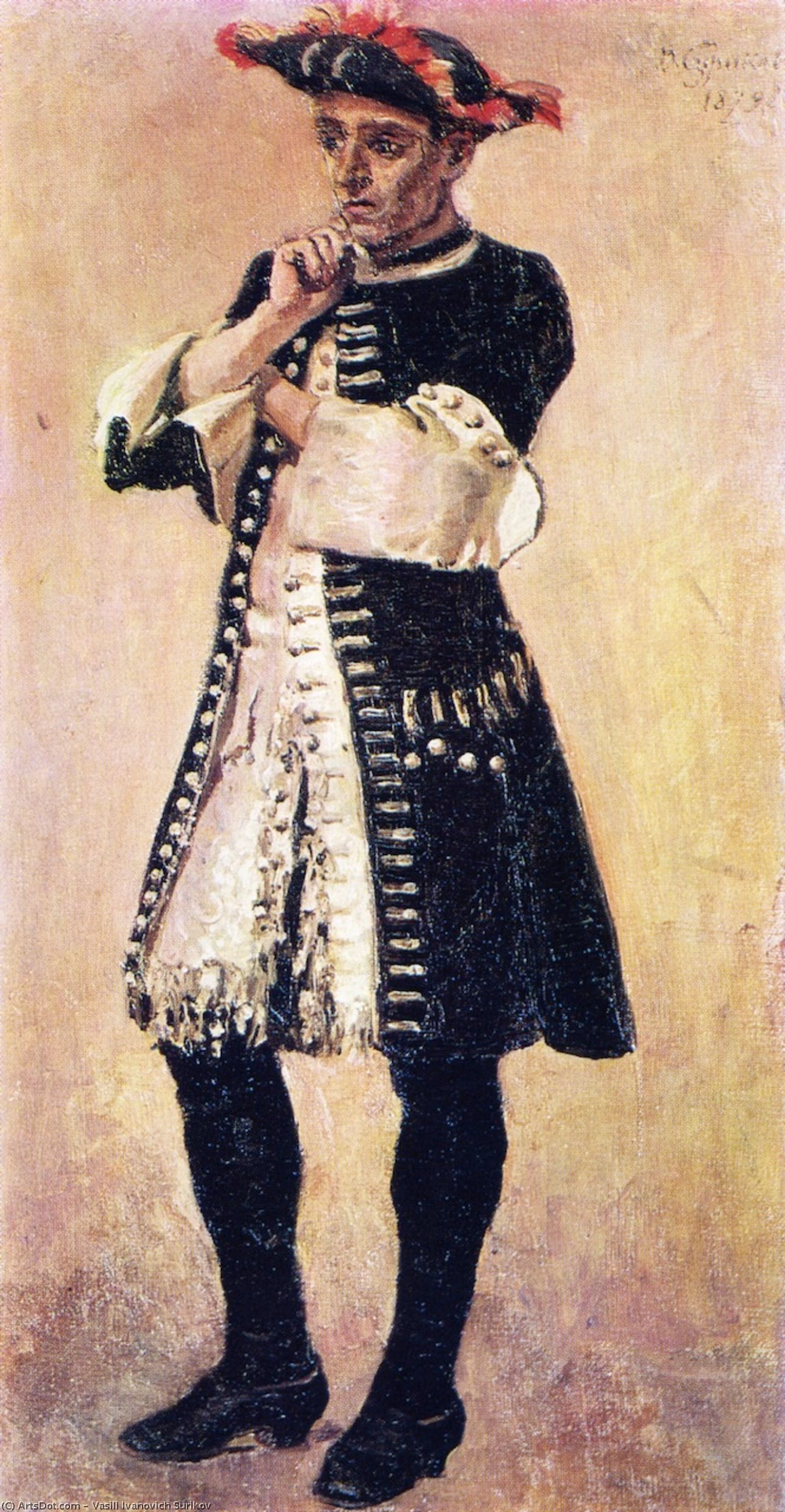
Étranger, 1879, galerie Tretiakov.

Étude de femmes pour le tableau Matin de l'exécution des Streltsy
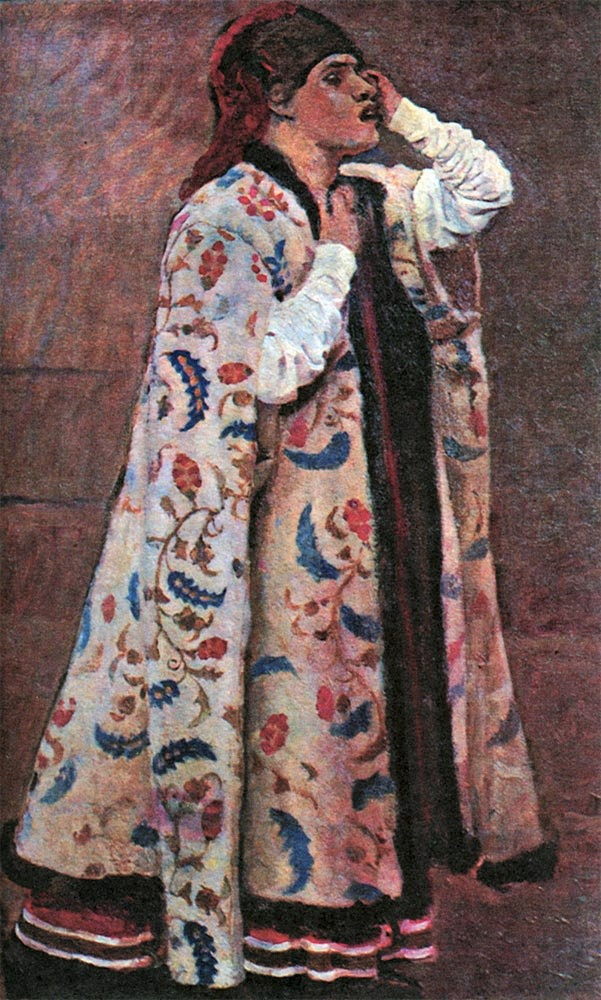
Femme du strelets mené à l'exécution, 1879, galerie Tretiakov.
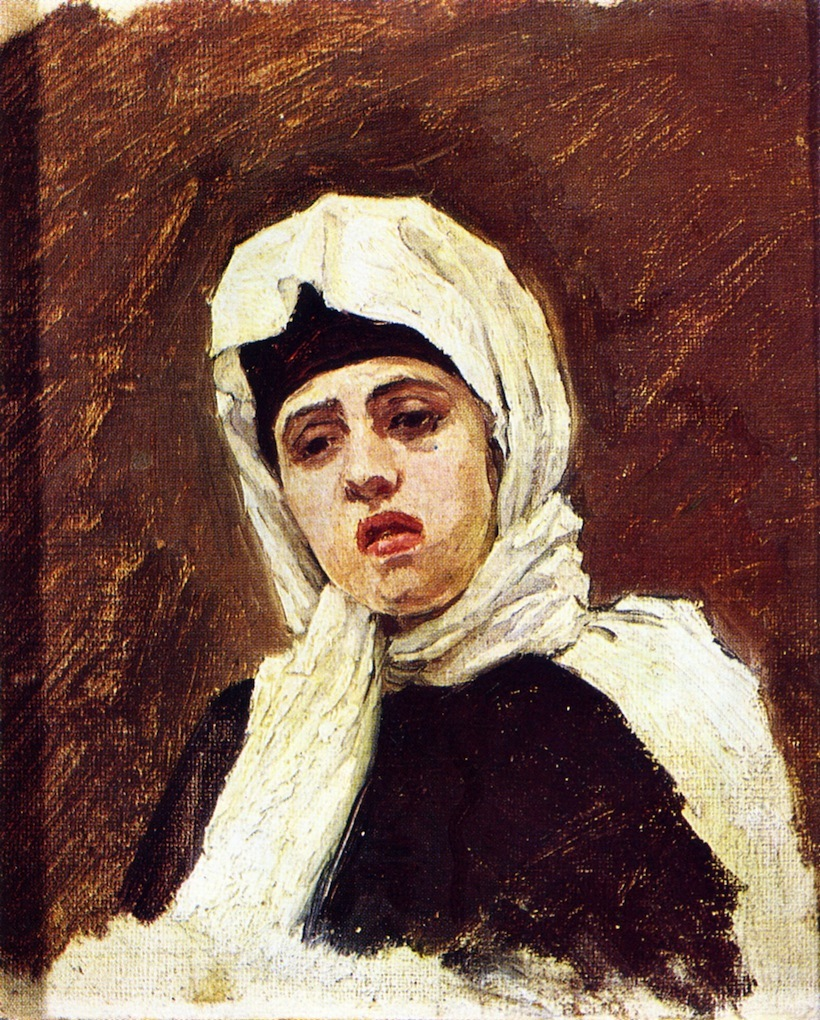
Femme du strelets à barbe noire, 1879-1880, galerie Tretiakov.
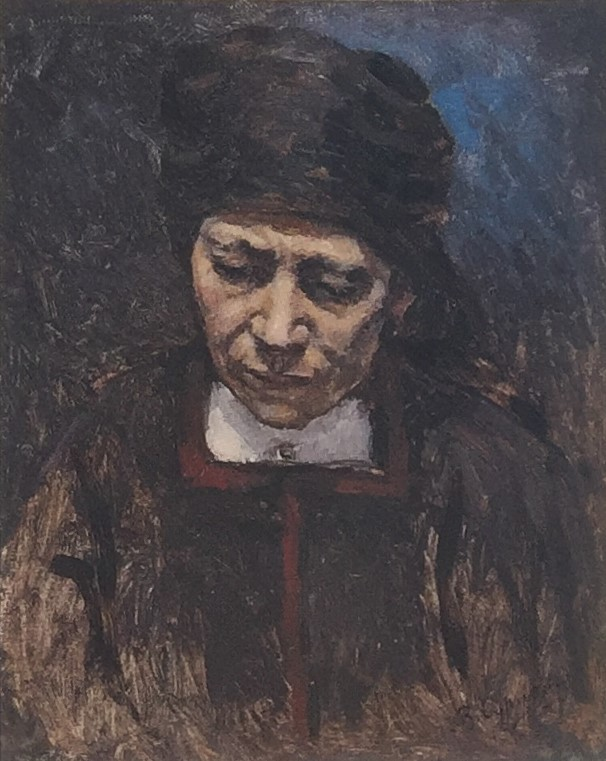
Tête d'une vieille femme assise sur le sol, 1879-1880, galerie Tretiakov.
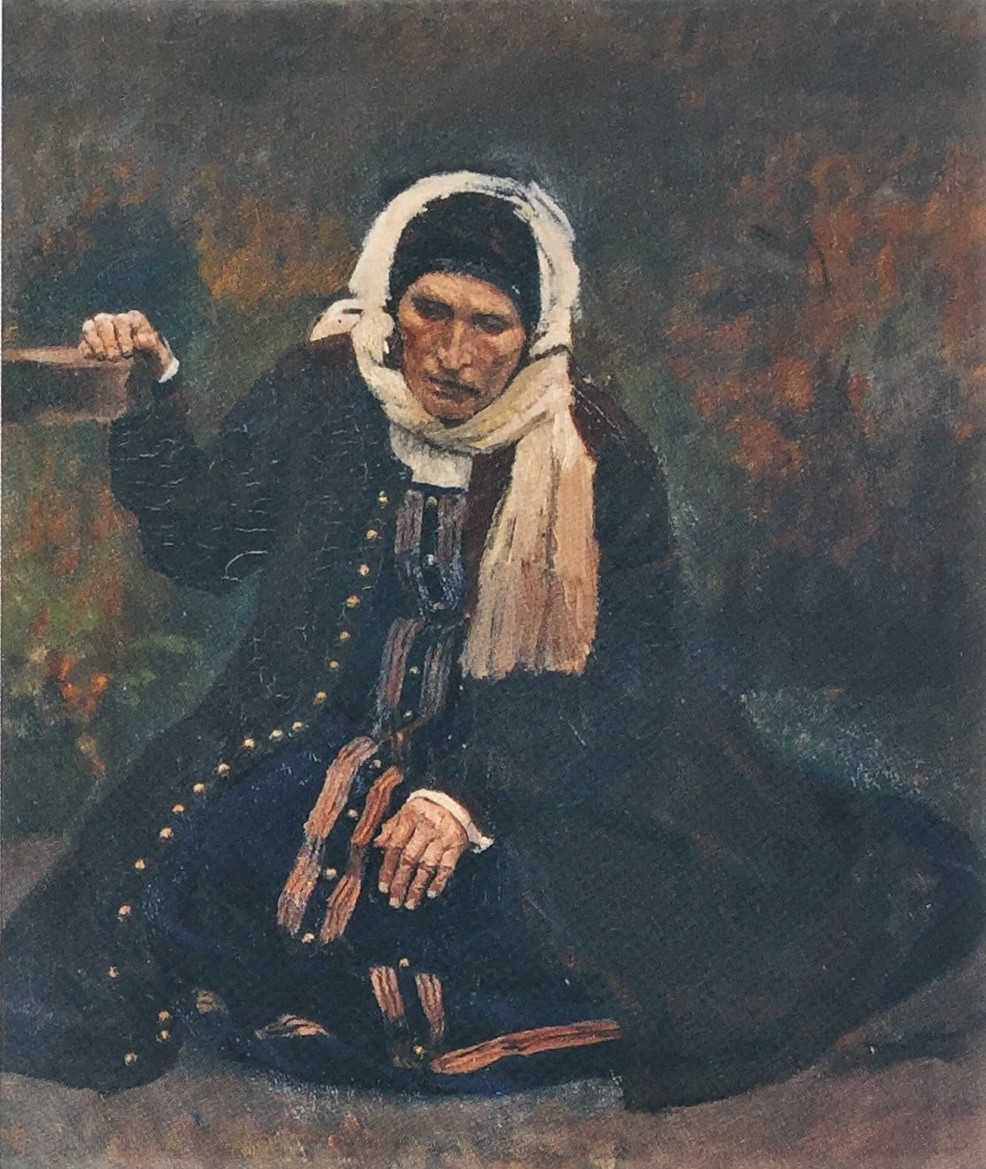
Femme assise par terre, 1879-1880, galerie Tretiakov.

Étude pour le tableau Matin de l'exécution des Streltsy
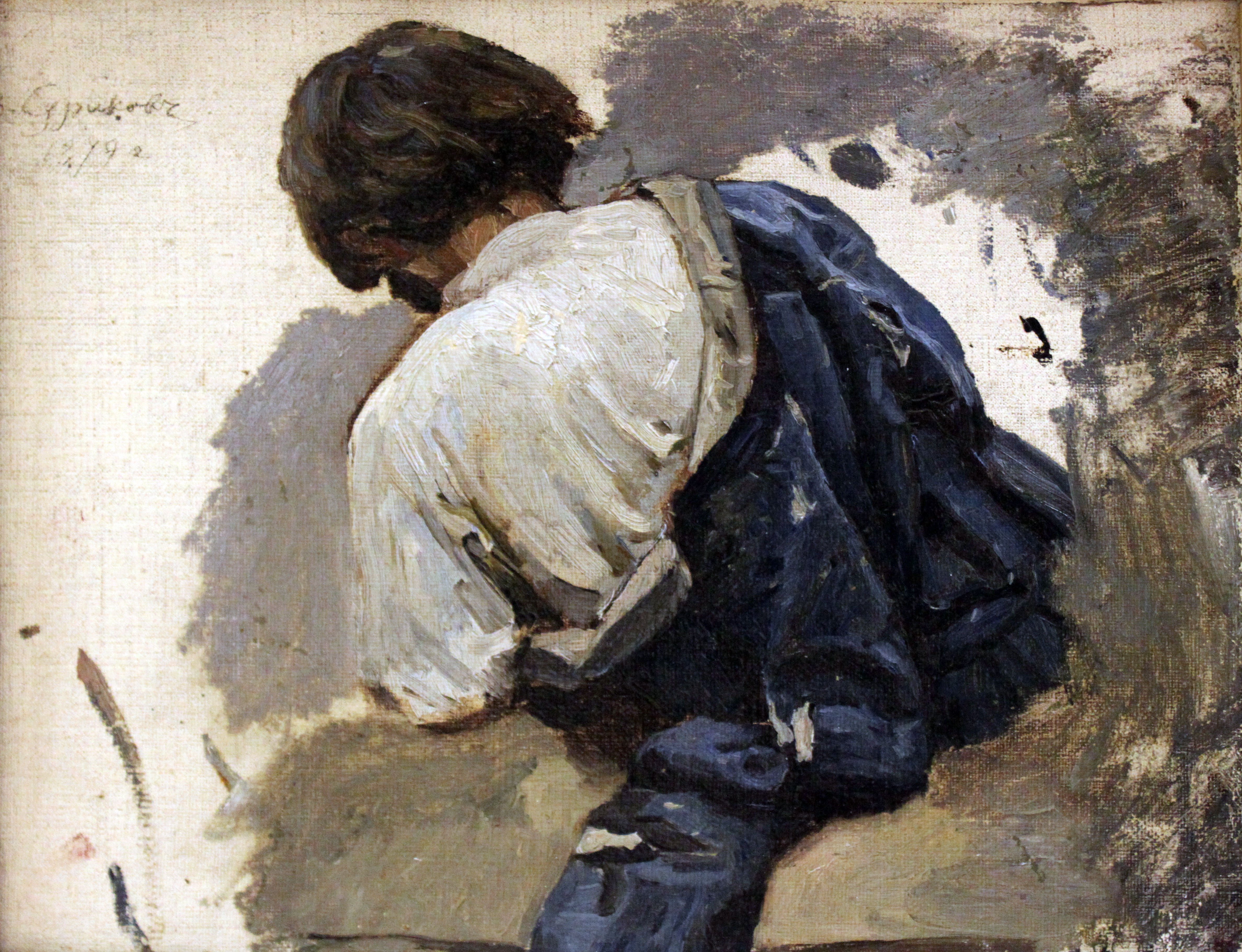
Strelets dans un caftan bleu, 1879.
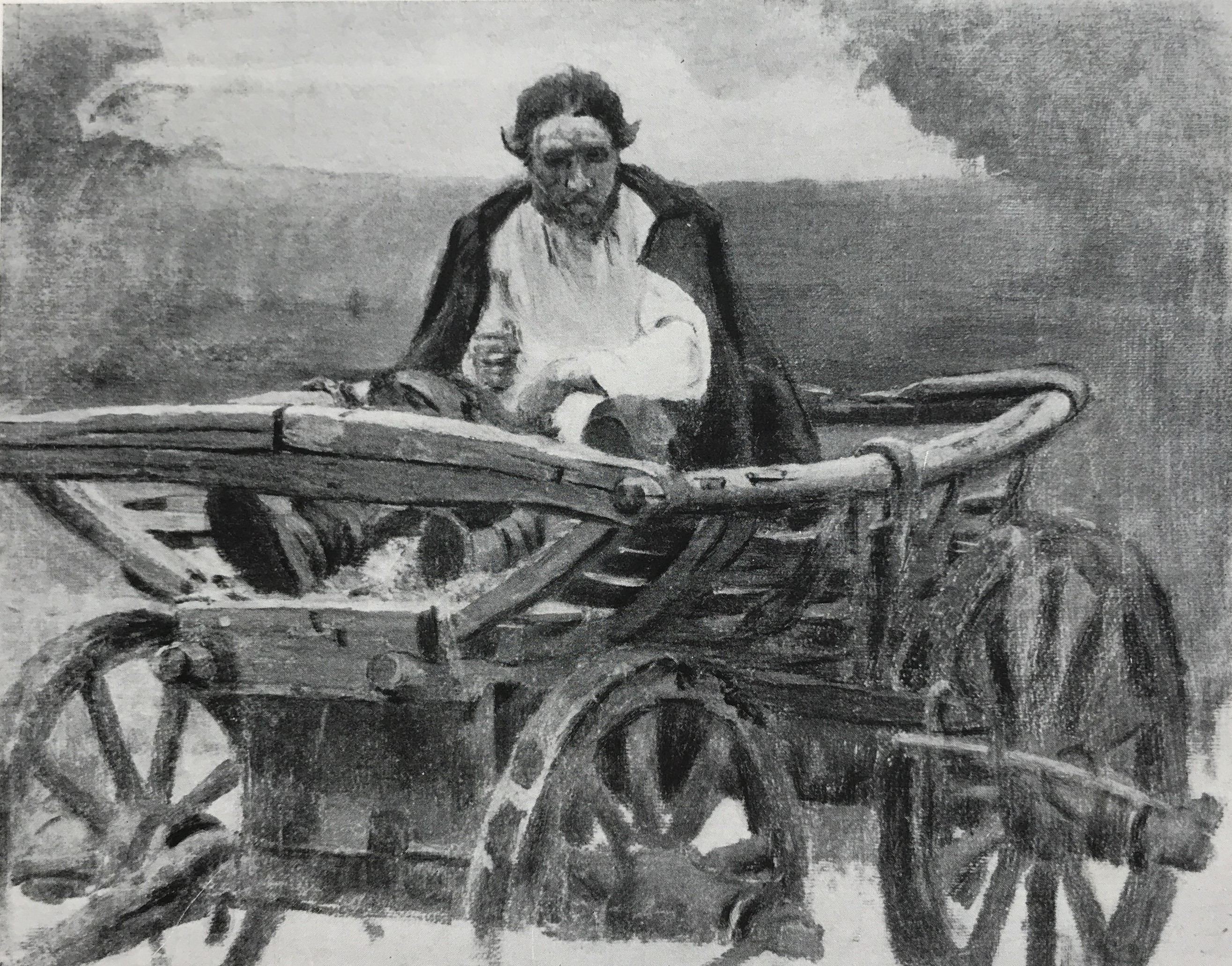
Strelets à la barbe noire dans un chariot, 1879.
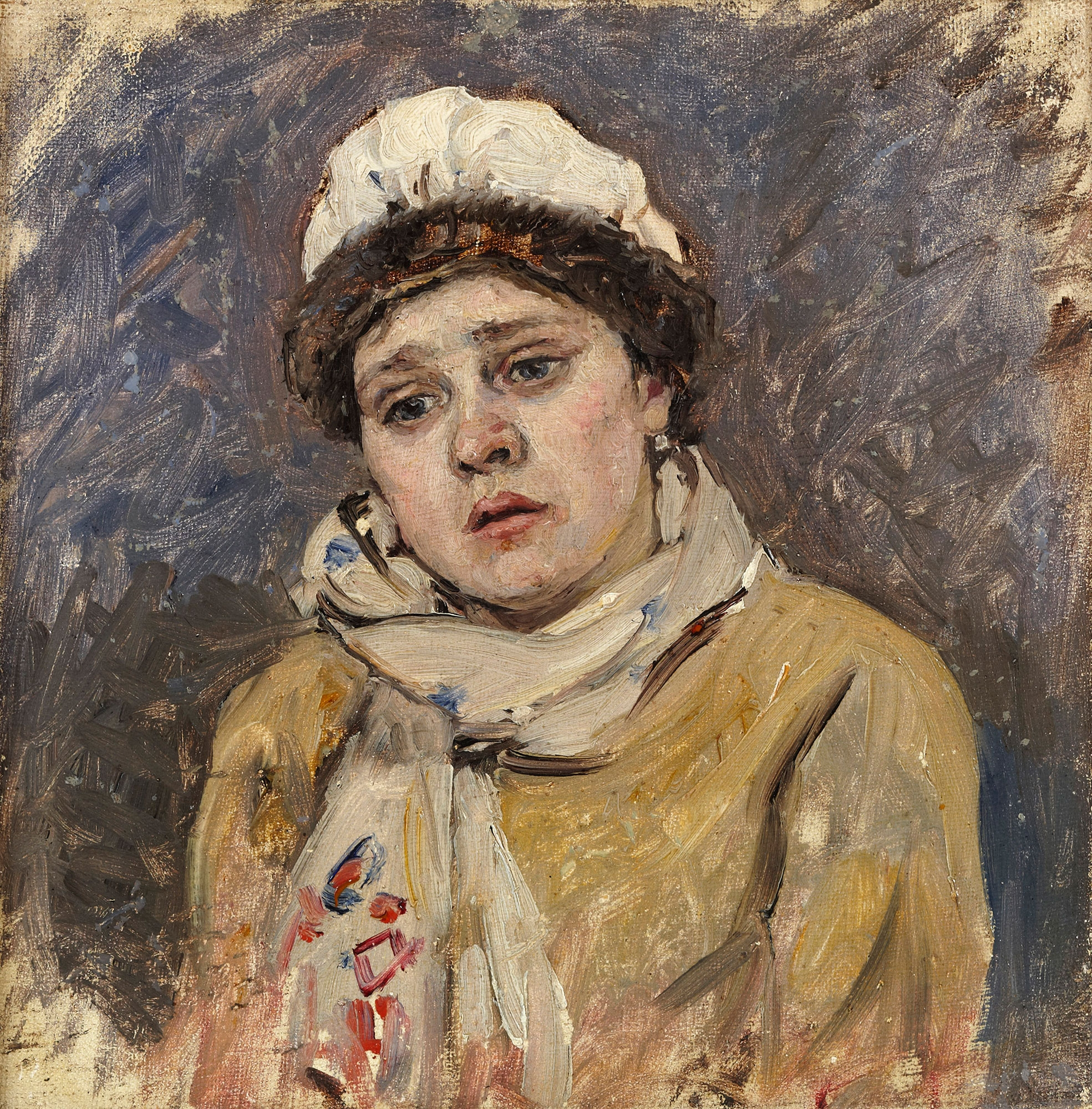
Femme du strelets à barbe noire.
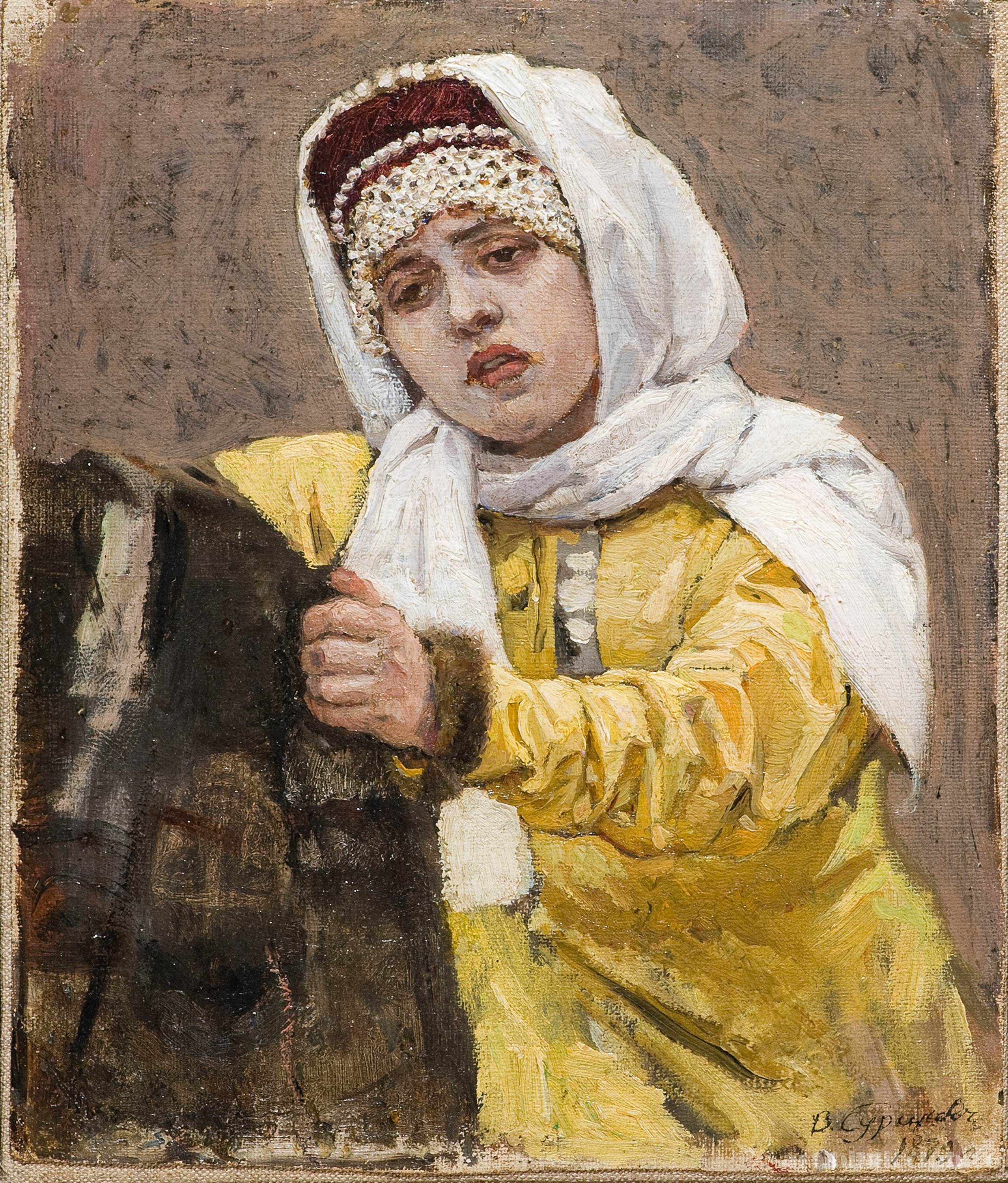
Femme du strelets à barbe noire, 1879, musée domaine d'Abramtsevo.

Étude pour le tableau Matin de l'exécution des Streltsy
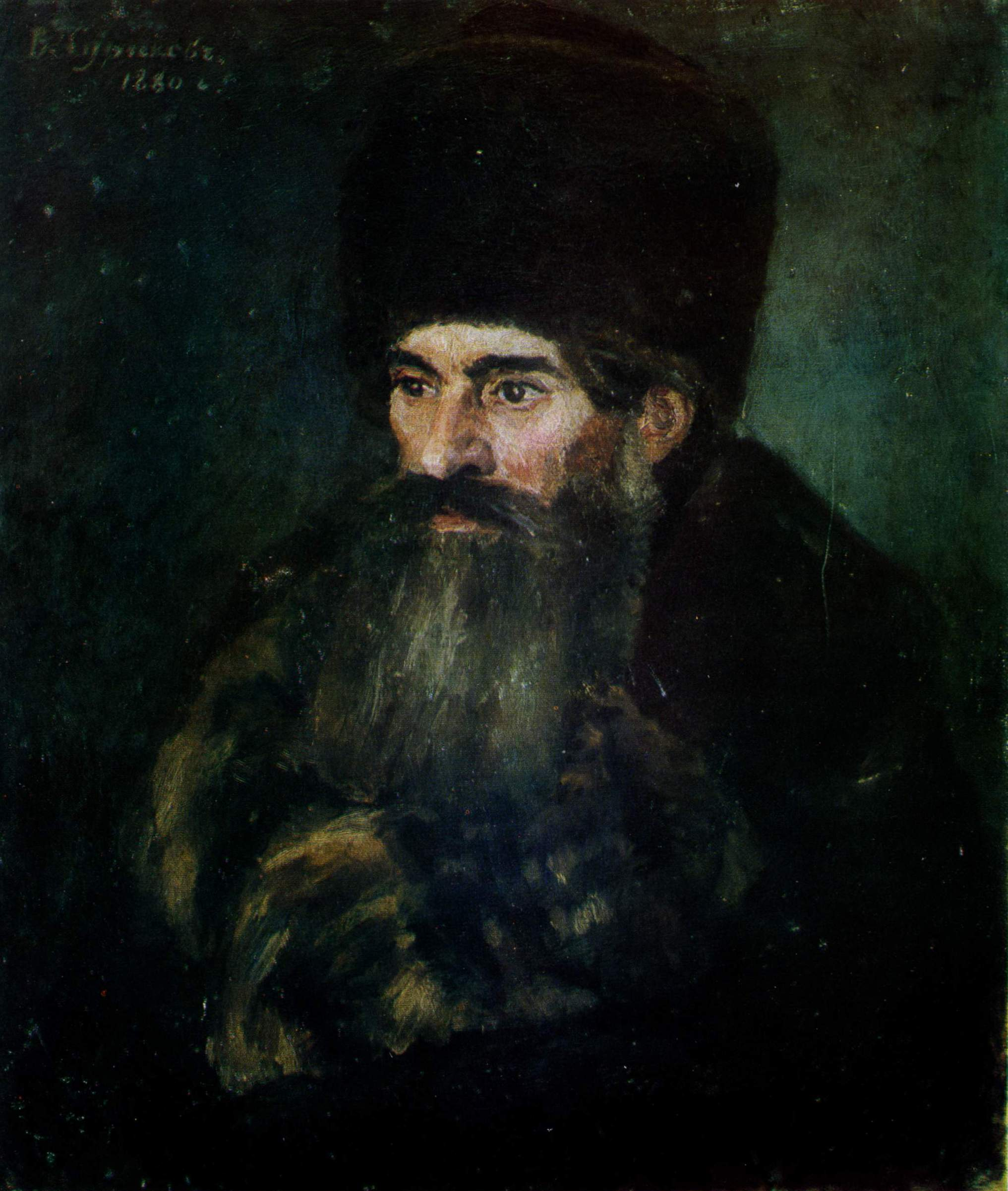
Vieil homme en manteau de fourrure, 1880, musée d'Odessa.
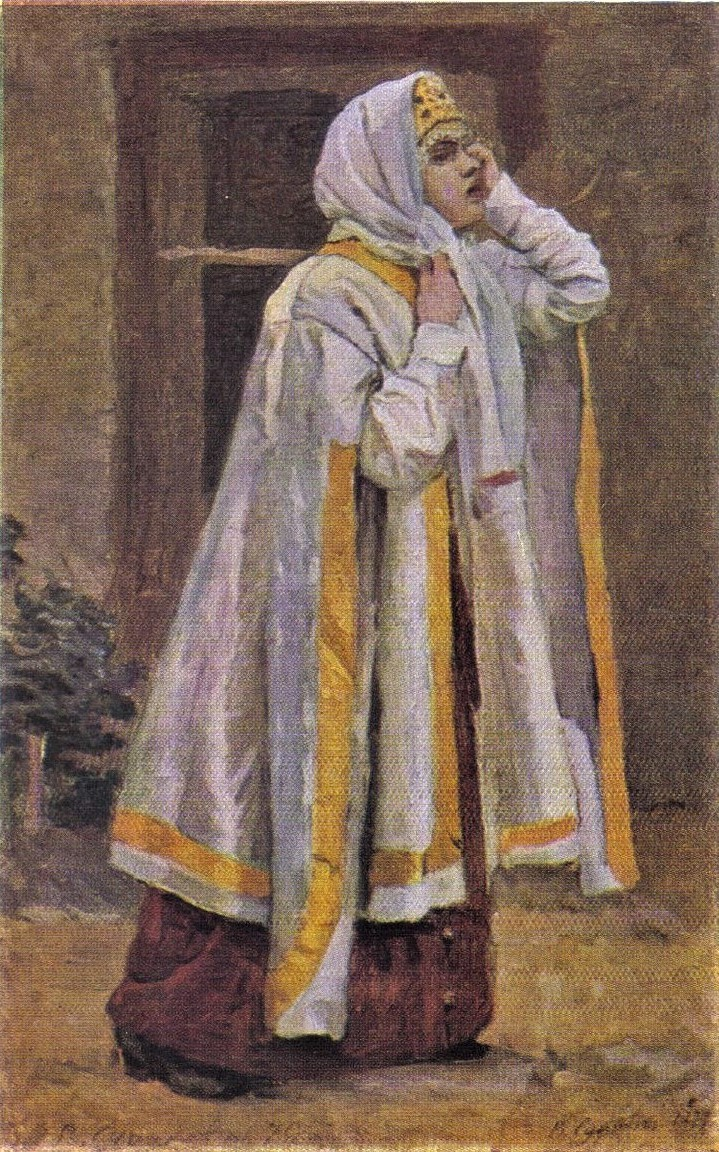
Épouse d'un strelets, musée de Tachkent.
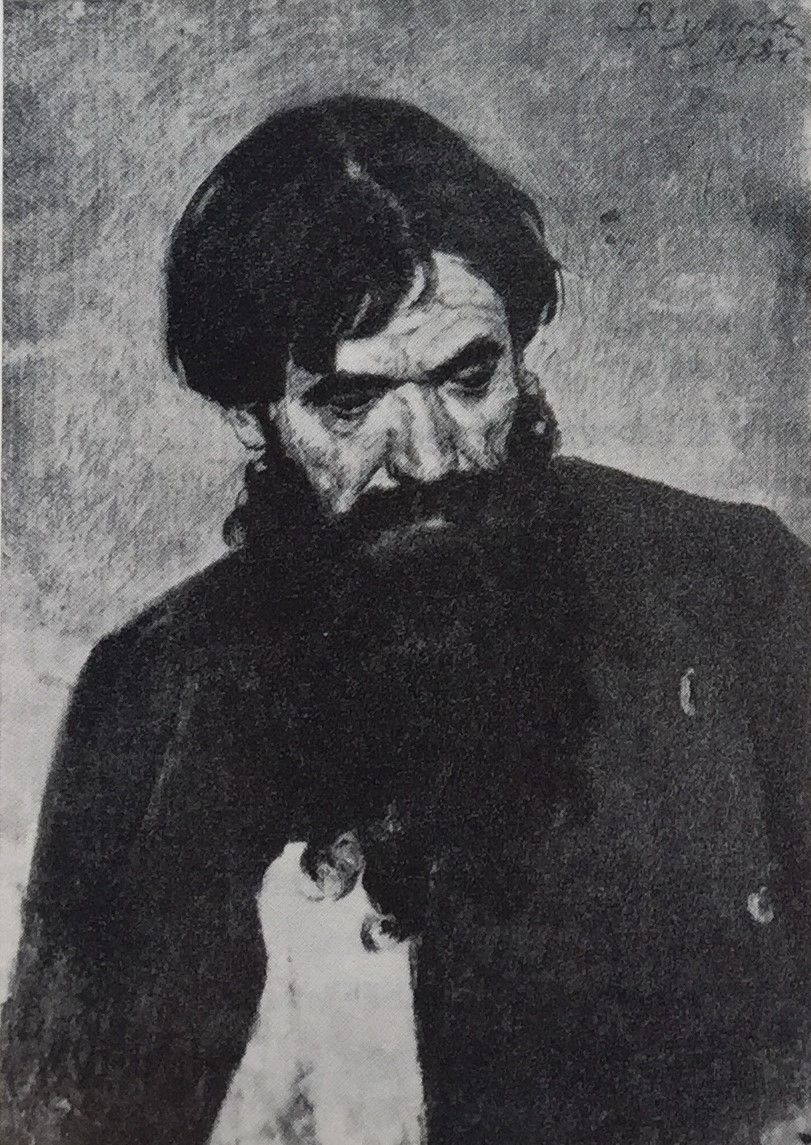
Strelets à la barbe noire.

Étude au crayon pour le tableau Matin de l'exécution des Streltsy mode=
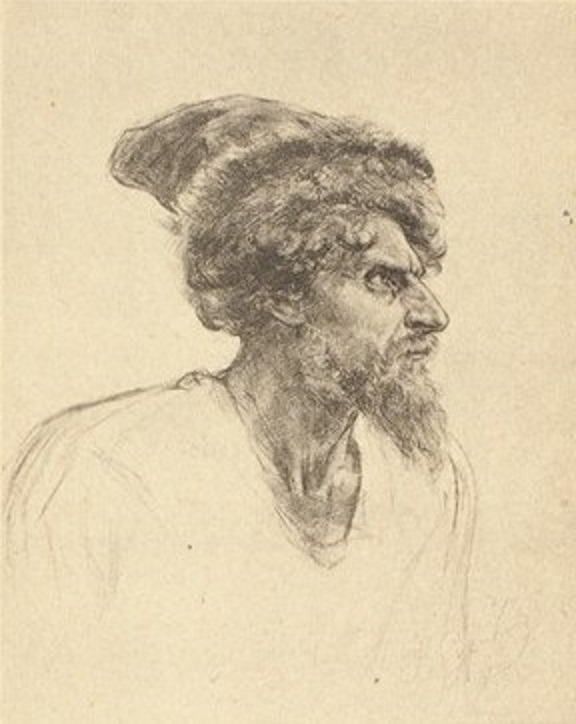
Strelets au chapeau, 1879, galerie Tretiakov.
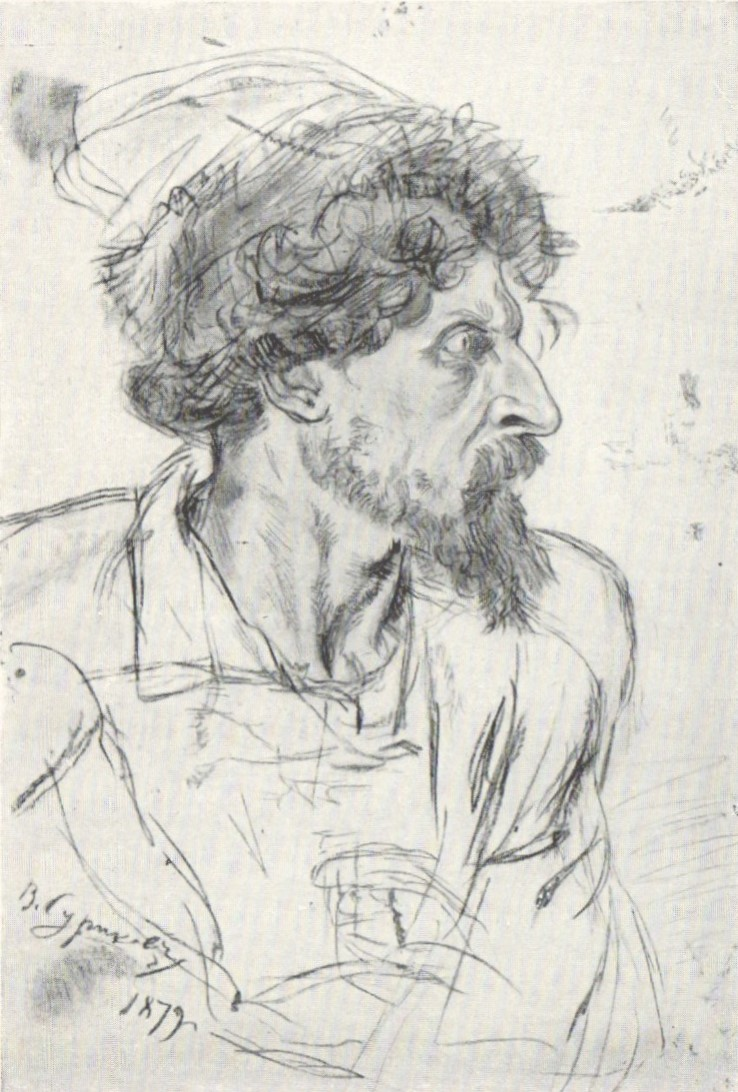
Strelets au chapeau, 1879, galerie Tretiakov.
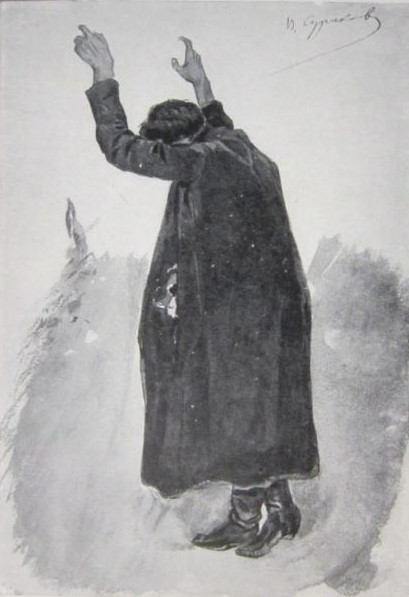
Garçon se pressant contre sa mère, galerie Tretiakov.
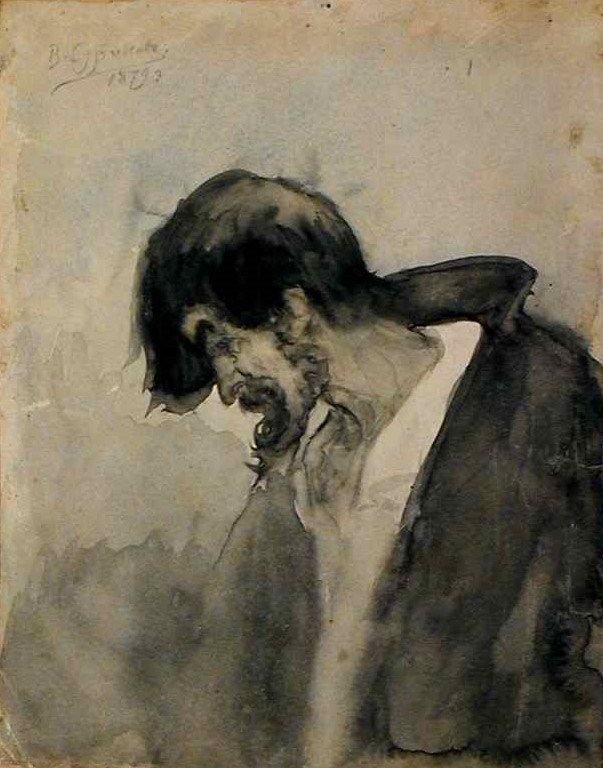
Tête de strelets, 1879, musée de Rostov.

## Critiques et appréciations

### xixesiècle
Dans Notes sur l'art, publiées dans la Revue des arts (numéro IV de 1881) sous le pseudonyme de Spectateur étranger, le critique Nikolaï Alexandrov écrit : « Cette saison, la nouveauté la plus remarquable et la plus talentueuse est sans conteste la toile du jeune peintre Sourikov, Le Matin de l'exécution des streltsy ». En général, Alexandrov évaluait positivement la production de Sourikov, mais il le critiquait pour la faiblesse de ses agencements et son manque d'espace, ainsi que pour des lacunes dans la perspective et son écriture inégale par endroit. Néanmoins, selon Alexandrov, « la peinture de Sourikov est ferme, le regard du spectateur englobe immédiatement la puissance de la représentation artistique ». Alexandrov remarque aussi que « les personnages forts et endurcis des streltsy donnent le ton à l'ensemble du drame », et tout le reste s'y rattache en s'amplifiant.
Le critique d'art Vladimir Stassov dans son article « Vingt-cinq ans d'art russe », publié en 1883, écrivait que la toile Le Matin de l'exécution des streltsy présente quelques défauts tels que « la théâtralité de Pierre le Grand sur son cheval, le caractère artificiel des soldats qui sont derrière lui, des boyards, des étrangers et des femmes de streltsy, et surtout des streltsy eux-mêmes ; l'absence d'expression là où elle est avant tout nécessaire, dans les figures des vieilles femmes et des mères des streltsy ». Stassov rend toutefois hommage à Sourikov en notant que « l'impression générale de cette bande de streltsy, avec leurs bougies allumées, se morfondant, empilés dans des chariots, tout cela est nouveau et significatif ». Parmi les images de streltsy, Stassov en distingue deux : « l'un est vieux et l'autre d'âge moyen, tous deux ont la tête tombante ». Selon l'appréciation de Stassov, ces streltsy sont sincères et forts, convaincus de leur bon droit, mais arrivés à cet instant fatidique, ils sont effondrés et brisés. Stassov écrit : « Jusqu'à présent, nous ne connaissons que ce tableau de Sourikov. Qu'en sera-t-il plus tard : cette peinture historique pour laquelle il a des capacités évidentes se poursuivra-t-elle avec d'autres sujets abordés…? Il faudra attendre pour savoir ».
Déjà avant l'exposition de la toile à la 9e exposition des Ambulants, le sculpteur Mark Antokolski appréciait grandement cette œuvre. Il l'appelait « la première peinture d'histoire russe » et écrivait : « Peut-être est-elle trop dure et inachevée, mais ses aspects positifs rachètent tous ses défauts »,,,.

### xxeetxxiesiècles
Le peintre et critique d'art Alexandre Benois, dans son ouvrage Histoire de la peinture russe du XIXe siècle, dont la première édition est sortie en 1902, fait remarquer que l'œuvre de Sourikov vient confirmer l'affirmation de Fiodor Dostoïevski suivant laquelle « il n'y a rien de plus fantastique que la réalité ». Selon Benois, « l'exécution des streltsy sur la place Rouge, avec en toile de fond l'inquiétante silhouette de la cathédrale de Saint-Basile-le-Bienheureux, avec le scintillement dans la brume matinale des tristes bougies, avec cette procession de pauvres gens sous le regard terrible du tsar antéchrist, transmet bien la terreur extraordinaire du début de la tragédie pétrovienne », dont l'épilogue sera traité dans une autre toile plus tardive de Sourikov qui est Menchikov à Beriozovo (1883).
Dans un livre, publié en 1955, le critique d'art Dmitri Sarabianov écrit que dans la toile Le Matin de l'exécution des streltsy Sourikov montre deux forces en présence. La première est le peuple : « qu'il s'égare dans ses actions, qu'il périsse, mais qu'il puisse se battre pour défendre ses droits ». La seconde force, qui s'oppose au peuple, c'est Pierre Ier, « sévissant contre les streltsy, mais le faisant pour que cela contribue au mouvement de la Russie vers de nouvelles voies, qui, même si elles sont difficiles pour le peuple, sont indispensables à la nation ». Selon Sarabianov, dans l'œuvre de Sourikov, l'interprétation positive de Pierre Ier ne contredit pas l'interprétation héroïque du peuple, « car chacun des héros agit avec une foi absolue dans sa droiture, et la droiture de chacun d'eux est une particularité de l'évènement historique ». En même temps, selon Sarabianov, le caractère progressiste de Sourikov résultait de ce qu' « il affirme sous une forme artistique la force du peuple, il montre sa capacité à se battre pour ses droits, il révèle son exploit héroïque dans la lutte menée ».
La critique d'art Alla Verechtchaguina remarque que, dans le tableau Le Matin de l'exécution des streltsy, Sourikov a réussi « avec la plus grande expressivité artistique » à réaliser ce que cherchaient à réaliser ses prédécesseurs, les artistes Ambulants du début des années 1870. Elle écrit : « personne et jamais avant lui n'a réussi à montrer de manière si véridique et convaincante le « mouvement de l'histoire », qui se déroule dans des contradictions qui déchirent la nation, dans un affrontement non pas pour la vie, mais pour la mort des partisans de la nouveauté d'une part, et des défenseurs des valeurs anciennes d'autre part ». Selon Alla Verechtchaguina, la foule immense du peuple est montrée par l'artiste « avec une incroyable habileté », et son tableau est « vraiment populaire et profondément national ».
Le critique d'art Vitali Manine observe que la toile Le Matin de l'exécution des streltsy, qui est la première œuvre majeure de Sourikov, est « construite sous la forme d'un drame populaire ». Selon Manine, en montrant le choc des streltsy contre le pouvoir impérial, « l'artiste n'est vraiment pas du côté du tsar Pierre Ier en colère », et il adopte une position « au-dessus de la mêlée ». Selon le critique d'art, l'adoption de cette position permet à Sourikov de dépeindre ce qui manquait dans les descriptions de la peinture d'histoire. Le peintre « transmet un état d'esprit, une émotion, qui se transforme en déchirure », « retrace la psychologie des victimes », « donne à ressentir la couleur de cette époque, la couleur du lieu d'exécution ». Manine écrit que Sourikov a réussi à faire tout cela « de manière si convaincante, qu'il semble que sa peinture ne pouvait qu'ajouter une image supplémentaire de l'histoire ».